# Deutschland schafft sich ab

Umschlag der Erstausgabe von Deutschland schafft sich ab

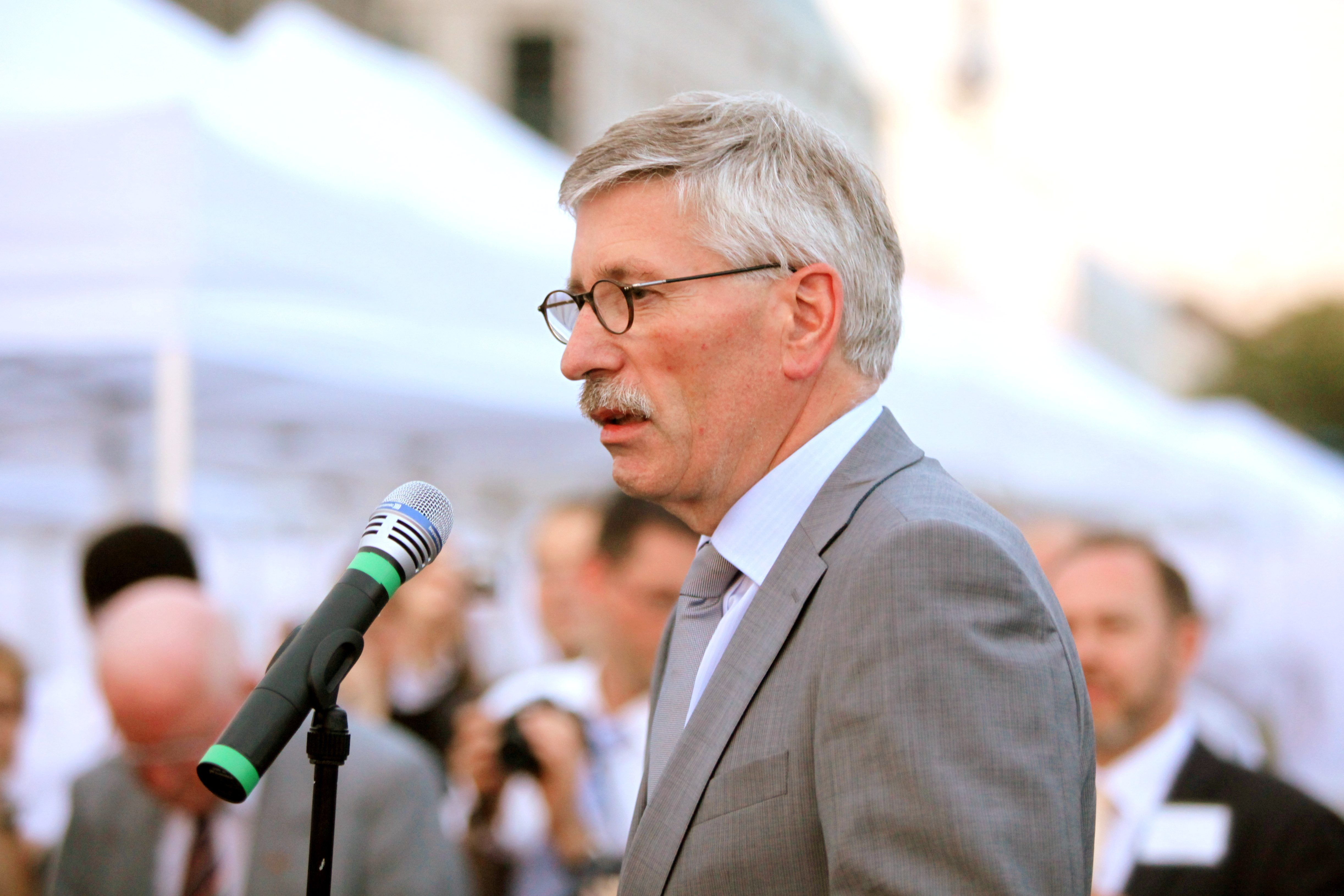
Der Autor, Thilo Sarrazin

Deutschland schafft sich ab ist der Titel eines 2010 erschienenen Buches von Thilo Sarrazin. Es trägt den Untertitel Wie wir unser Land aufs Spiel setzen. Sarrazin beschäftigt sich darin mit den Auswirkungen auf Deutschland, die sich seiner Ansicht nach aus der Kombination von Geburtenrückgang, wachsender Unterschicht und Zuwanderung aus überwiegend muslimischen Ländern ergeben werden. Das Buch erlangte bereits im Vorfeld der Veröffentlichung erhebliche Medienaufmerksamkeit, Der Spiegel und die Bild-Zeitung veröffentlichten vorab Auszüge.
Eine Auswertung von Media Control ergab, dass Deutschland schafft sich ab zu den meistverkauften Sachbüchern in gebundener Form (Hardcover) seit der Gründung der Bundesrepublik Deutschland gehört. Bis Anfang 2012 wurden über 1,5 Millionen Exemplare verkauft. Das Buch stand 2010 und 2011 insgesamt 21 Wochen lang auf Platz 1 der Spiegel-Bestsellerliste.
Die im Buch formulierten Thesen lösten eine breite sowie langanhaltende gesellschaftliche Kontroverse unter Beteiligung von Vertretern aus Politik, Medien und Wissenschaft aus. Für Thilo Sarrazin hatte das Buch persönliche Konsequenzen; Im Verlauf des Jahres 2010 kam es zur einvernehmlichen Amtsentbindung Sarrazins als Vorstandsmitglied der Deutschen Bundesbank und im Jahr 2020 zum Parteiausschluss von Sarrazin aus der SPD.

## Inhalt
Das Buch gliedert sich in neun Kapitel. Nach einer Einleitung mit einem Zitat von Ferdinand Lassalle folgt ein Kapitel „Staat und Gesellschaft“, unterteilt in einen „historischen Abriss“ sowie einen „Blick in die Zukunft“. Anschließend werden gegenwärtige „Zeichen des Verfalls“ aufgezeigt. Die fünf folgenden Kapitel des Buches widmen sich jeweils einem eigenen Themenkomplex: „Armut und Ungleichheit“, „Arbeit und Politik“, „Bildung und Gerechtigkeit“, „Zuwanderung und Migration“ und „Demografie und Bevölkerungspolitik“. Im letzten Kapitel beschreibt Sarrazin auf satirische Art zwei Szenarien („Ein Traum und ein Albtraum“) für „Deutschland in 100 Jahren“.
Im Folgenden werden die Kapitel des Buches in textchronologischer Reihenfolge zusammengefasst. Dabei folgen auf eine Aufstellung der behandelten Themen die aus den Problemanalysen abgeleiteten Politikempfehlungen.

### „Ein historischer Abriss“
Nach einem kurzen eröffnenden Zitat aus Goethes Faust I folgen allgemeine Bemerkungen über die weltweite gesellschaftspolitische Entwicklung, mit den Unterkapiteln „Ägypten“, „Römisches Reich“, „Europäisches Mittelalter“, „Der Sprung in die Moderne“, „Reformation, Aufklärung und Absolutismus“. Das Kapitel endet mit den Worten:

„Die Gesellschaft ist sich selbst Objekt und kann durch die Rahmenbedingungen, die sie sich selbst setzt, ihre Gestalt verändern. Wäre dies nicht so, dann wären alle menschlichen Gesellschaften wie die verschiedenen Schimpansenstämme im Urwald immer noch auf demselben Entwicklungsniveau, nämlich dem des afrikanischen Buschs.“

### „Ein Blick in die Zukunft“
Sarrazin nimmt eine Modellrechnung vor, die auf den Annahmen einer durchschnittlichen Fertilitätsrate von 1,4, eines jährlichen Zuwanderungssaldos von rund 50.000 Menschen, und eines Produktivitätszuwachses pro Arbeitsstunde von 1 % pro Jahr beruht. Für das Jahr 2050 ergibt sich nach diesen Annahmen, dass das Wirtschaftswachstum um das Jahr 2020 ausläuft, weil sich der Zuwachs der Produktivität und die Abnahme der Zahl der Erwerbstätigen zu diesem Zeitpunkt kompensieren. Relativ zur Zahl der Erwerbstätigen verdoppele sich die Zahl der Menschen über 65 und auf einen Erwerbstätigen komme somit ein Mensch im Rentenalter. Drittens steige das Sozialprodukt pro Kopf weiter an, die Rentner könnten daran aber nur teilhaben, wenn der Anteil der rentenbezogenen Ausgaben am Sozialprodukt verdoppelt werde. Die Mehrbelastung aus der Alterung sei höher als die Entlastung durch weniger Kinder und Arbeitslose.
Sarrazin äußert Bedenken bezüglich der Quantität und Qualität des deutschen Humankapitals (S. 35):

„Wenn in Deutschland weiter kontinuierlich investiert wird, dann stellt der deutsche Kapitalstock auch künftig keinen Engpass für die Wirtschaftsentwicklung dar. Hinsichtlich Quantität und Qualität der Erwerbstätigen muss man sich schon eher Sorgen machen. Die Quantität ergibt sich aus der demographischen Entwicklung, der Zuwanderung und der Erwerbsbeteiligung der Bevölkerung, die Qualität aus deren Sozialisation, dem Bildungsgrad, dem Altersaufbau und – falls es Zuwanderung gibt – aus der Sozialisation und dem Bildungsgrad der Zugewanderten.“

Als Resultat dieser Entwicklungen könne Deutschland „Verteilungs- und Finanzprobleme zukünftig nicht mehr durch Zuwachs lösen, sondern nur noch durch Umverteilung.“ (S. 37)

### „Zeichen des Verfalls“
Zu den zentralen Problemen für die Zukunft Deutschlands zählen laut Sarrazin der demographische Wandel, die zunehmende Heterogenität der Gesellschaft, eine Abnahme der Leistungsfähigkeit und eine Verfestigung der bildungsfernen Milieus und Unterschichtenphänomene.
Sarrazin kommt zu dem Ergebnis, dass die Gesellschaft schrumpfe und älter, heterogener sowie weniger leistungsfähig werde. In Deutschland wüchsen überdurchschnittlich viele Kinder in sogenannten bildungsfernen Schichten mit häufig unterdurchschnittlicher Intelligenz auf (demografisch-ökonomisches Paradoxon). Der Anteil der Menschen, der aufgrund mangelnder Bildung sowie „intellektueller Mängel“ nur schwer in das Arbeitsleben integriert werden könne, nehme zu: „Die kontinuierliche Abnahme des quantitativen Potentials an wissenschaftlich-technischer Intelligenz wird sich fortsetzen.“ (S. 53)

### „Armut und Ungleichheit“
Sarrazin diskutiert verschiedene Armutsdefinitionen, die Auswirkungen auf das Individuum und die Beziehung zwischen Armut und Gesellschaft.

Sarrazin postuliert, dass eine rein materielle Armutsdefinition zu kurz greife und daher Umverteilung als Armutsbekämpfung unzureichend sei. Viele Begleiterscheinungen der materiellen Armut, wie mangelnde Gesundheit und fehlerhafte Ernährung, seien nicht auf einen Mangel an Einkommen zurückzuführen: „Nicht die materielle, sondern die geistige und moralische Armut ist das Problem“ (S. 123). In diesem Zug äußert er auch Kritik an der Armutsforschung: 

„Die scheinbar beobachteten Negativfolgen von Armut sind zu 90 Prozent nicht Folgen von Einkommensarmut, sondern deren Begleiterscheinungen, die aber dieselben Ursachen haben wie die Einkommensarmut. Die fast schon komplette Nichtbeachtung dieses Zusammenhangs entzieht einem großen Teil der Armutsforschung in Deutschland die wissenschaftliche Grundlage und verweist sie in den Bereich der Ideologie.“

Auch äußert Sarrazin Kritik am öffentlichen Umgang mit dem Thema Armut: 

„In der gegenwärtigen deutschen Diskussion stehen die negativen individuellen Folgen und die gesellschaftlichen Ursachen im Mittelpunkt. Dagegen werden die individuellen, der Person zuzurechnenden Ursachen der Armutslage sowie die gesellschaftlichen Folgen einer vorrangig am persönlichen Einkommen orientierten Armutsbekämpfung wesentlich weniger diskutiert.“

Von zentraler Bedeutung sei es, Menschen in Arbeit zu bringen, denn eine Abhängigkeit von staatlichen Transfers verschärfe das Problem von mangelndem Antrieb und Selbstwertgefühl.

### „Arbeit und Politik“
Sarrazin beschäftigt sich zunächst mit quantitativen und qualitativen Veränderungen der Arbeitswelt („Geht uns die Arbeit aus?“, „Arbeit in einer vernetzten Welt“). Danach diskutiert er „Politische Einflussnahme auf den Arbeitsmarkt“.
Sarrazin zufolge habe eine Verfestigung der Unterschicht stattgefunden. Deren mangelhafte Teilhabe am Arbeitsmarkt sei durch die Politik verstärkt worden (S. 174):

„Je größer die Durchlässigkeit einer Gesellschaft wurde, je meritokratischer sie wurde, umso mehr passte sich die soziale Schichtung den Begabungsprofilen an. […] Die Annahme, Chancengleichheit könne Ungleichheiten aufheben, ist also ein großer Irrtum. In Wirklichkeit wirkt die Chancengleichheit in einem bitteren Sinne: In einer wirklich chancengleichen Gesellschaft ist jemand nur noch aus Gründen unten, die in seiner Person liegen. In Deutschland beobachten wir schon seit vielen Jahren die allmähliche Verfestigung und das beständige Wachstum einer weitgehend funktions- und arbeitslosen Unterschicht. Aus den bereits beschriebenen Gründen treibt ein relativ hohes garantiertes Grundeinkommen diese weniger Leistungsstarken in die Nichtbeschäftigung und bindet sie dort.“

Zur Aufnahme von Arbeit würden durch die Grundsicherung in Deutschland falsche Anreize gesetzt. Die hervorgerufene Passivisierung schade dabei nicht nur den Steuerzahlern, sondern auch den Transferempfängern selbst. Letztlich empfiehlt Sarrazin eine verpflichtende Gegenleistung von Transferempfängern in Anlehnung an das amerikanische Workfare-Konzept. Dies sei entscheidend für die Aktivierungsfähigkeit der Menschen.

### „Bildung und Gerechtigkeit“
Sarrazin definiert zunächst Ziele der Bildung, beschäftigt sich dann mit „Lesen“, „Üben“ und „Denken und Auswendiglernen“. Danach fragt er, ob jeder alles erlernen könne und was PISA messe. Dann geht er auf Geschlechtsunterschiede, Schulsysteme, Chancengleichheit und Chancengerechtigkeit, Bildungsferne (also der Bildungsbenachteiligung in der Bundesrepublik Deutschland) und in einem Exkurs auf ein Berliner Grundschulprojekt zum jahrgangsübergreifenden Lernen ein. Schließlich zeigt er politische Handlungsmöglichkeiten auf.
Für einen optimalen Beitrag des deutschen Bildungssystems zum Funktionieren von Wirtschaft und Gesellschaft sind laut Sarrazin drei Dinge wichtig (S. 249):
- Sozialisation im Sinne einer demokratischen und bürgerlichen Gesellschaft, Förderung von Sozialkompetenz und persönlicher Stabilität
- hinreichende Vermittlung der Grundqualifikationen im Lesen und Rechnen möglichst vieler als Voraussetzung für eine berufliche Ausbildung
- Förderung und Nutzung aller geistigen Potenziale.

Konkret schlägt Sarrazin vor, in jeder Schule und in jeder Klasse gegen Ende des Schuljahrs einen bundesweit einheitlichen Test zum erreichten Stand in den Kernkompetenzen Leseverständnis und mathematisches Verständnis durchzuführen (S. 252 ff.). Ergänzend sollten Intelligenztests durchgeführt und sozioökonomische Daten anhand der Herkunft erhoben werden. Alle Ergebnisse sollten anonymisiert veröffentlicht werden. Zweitens sollten staatlichen Schulen mehr administrative Freiheiten eingeräumt werden, insbesondere das Recht, die Lehrer selbst auszusuchen, sich nach eigenem Gutdünken zu organisieren und Sachmittel selbst zu verwalten. Um einer wachsenden Segregation der Schüler vorzugreifen, sollte allen Schulen eine herkunftsbezogene Mindestmischung vorgegeben werden.
Den Umgang mit den „Bildungsfernen“ bezeichnet Sarrazin als das Kernproblem der Bildungspolitik. Hier macht er folgende Vorschläge (S. 231 ff.):
- Nach der Geburt des Kindes werden die Mütter bei Hausbesuchen zu Ernährungsfragen und Kinderpflege angeleitet.
- Der Besuch von Krippen, die ihrerseits darauf ausgerichtet wären, Defizite in der elterlichen Zuwendung und Sorge zu kompensieren, sollte empfohlen werden.
- Der Besuch von Kitas wird ab dem dritten, spätestens vierten Lebensjahr bindend. Fernsehen und andere moderne Medien solle es in Kitas nicht geben, stattdessen neben freiem Spiel viel vorgelesen werden.
- Die Schule wird vom ersten Schuljahr an als Ganztagsschule geführt. Hausaufgabenaufsicht und -betreuung werden von den Lehrern durchgeführt und die Defizite einzelner Kinder durch gezieltes Üben so weit wie möglich ausgeglichen.
- Freizeit- und Sportangebote schließen sich an die Hausaufgabenbetreuung an. Fernsehen und Computerspiele gibt es in der Schule nicht.
- Schuluniformen sollten, um soziale Unterschiede zu verwischen und eine klare Abgrenzung zwischen Schulbereich und privatem Bereich zu schaffen, obligatorisch sein.
- Die Schule konzentriert sich in den ersten Jahren auf den Erwerb der Kernkompetenzen Lesen, Schreiben und Rechnen.
- Mit fortschreitender Schullaufbahn werden für die leistungsschwächeren Kinder zunehmend praktische Fächer wie Hauswirtschaftskunde, Kochen, Handarbeit und Werken angeboten.
- Um ein Übermaß an Medienkonsum durch Kinder und Jugendliche zu unterbinden, sollten zumindest größere Kinder nur das Wochenende und den Feierabend zu Hause verbringen. Die Eltern werden für jede unentschuldigte Fehlzeit mit empfindlichen Geldbußen belegt.

### „Zuwanderung und Integration“
Nach einem kurzen Abriss zur Zu- und Abwanderung in Deutschland geht Sarrazin auf Migranten muslimischer Herkunft und auf den Islam in Deutschland ein. Hiernach stellt er ökonomische sowie kulturelle Integrationsprobleme dar und diskutiert das Thema Parallelgesellschaften. Ein „Gradmesser“ für die Integration von Menschen mit Migrationshintergrund sei das Heiratsverhalten. 60 Prozent der Ehen türkischer Staatsbürger in Deutschland würden mit einem Partner aus der Türkei geschlossen. Diese „Importpartner“ kämen „durchweg“ aus dem regionalen Umfeld und häufig auch aus der engen Verwandtschaft der Familie, in die sie einheiraten. Sie verfügten „durchweg“ über eine „sehr niedrige Bildung“. In diesem Zusammenhang spekuliert der Autor über „Erbfaktoren“ als Hintergrund für ein „Versagen“ türkischer Migranten im deutschen Schulsystem:

„Ganze Clans haben eine lange Tradition von Inzucht und entsprechend viele Behinderungen. Es ist bekannt, dass der Anteil der angeborenen Behinderungen unter den türkischen und kurdischen Migranten weit überdurchschnittlich ist. Aber das Thema wird gern totgeschwiegen. Man könnte ja auf die Idee kommen, dass auch Erbfaktoren für das Versagen von Teilen der türkischen Bevölkerung im deutschen Schulsystem verantwortlich sind.“

Sarrazin stellt das Beispiel Neukölln vor. Dann fragt er, ob Assimilation ein Verbrechen sei, und postuliert eine „Eroberung durch Fertilität“. Schließlich geht er auf den Zusammenhang zwischen Sozialstaat und Integration ein und gibt Politikempfehlungen.
Zunächst fordert Sarrazin, dass die aufnehmende Gesellschaft den Migranten folgende Erwartungen vermitteln müsse:

„Wer da ist und einen legalen Aufenthaltsstatus hat, ist willkommen. Aber wir erwarten von euch, dass ihr die Sprache lernt, dass ihr euren Lebensunterhalt mit Arbeit verdient, dass ihr Bildungsehrgeiz für eure Kinder habt, dass ihr euch an die Sitten und Gebräuche Deutschlands anpasst und dass ihr mit der Zeit Deutsche werdet – wenn nicht ihr, dann spätestens eure Kinder. Wenn ihr muslimischen Glaubens seid, o.k. Damit habt ihr dieselben Rechte und Pflichten wie heidnische, evangelische oder katholische Deutsche. Aber wir wollen keine nationalen Minderheiten. Wer Türke oder Araber bleiben will und dies auch für seine Kinder möchte, der ist in seinem Herkunftsland besser aufgehoben. Und wer vor allem an den Segnungen des deutschen Sozialstaats interessiert ist, der ist bei uns schon gar nicht willkommen.“

Zur Verbesserung der Integration muslimischer Migranten, der Erhöhung ihrer niedrigen Erwerbsbeteiligung und der Verringerung der Abhängigkeit von Sozialtransfers sollen nach Sarrazin vor allem die drei Bereiche Sprachkenntnisse, frühkindliche Erziehung und Bildung gefördert werden. Er fordert zudem eine klare „Erwartungskultur“, in der Integration primär eine Bringschuld von Migranten ist. Hilfsangebote müssten einen eindeutigen Aufforderungscharakter haben. Sarrazin schlägt ein Maßnahmenpaket vor (S. 327 ff.):
- Verpflichtende gemeinnützige Arbeit für arbeitsfähige Empfänger von Grundsicherung, die bei mangelnder Sprachkenntnis durch Sprachkurse ersetzt wird. Unpünktlichkeit und Nichtteilnahme sollten stärker sanktioniert werden.
- Kindergartenpflicht für Kinder ab dem dritten Lebensjahr. Verkehrssprache im Kindergarten ist Deutsch, Schwerpunkte liegen auf Gespräch und Vorlesen. Bei unentschuldigtem Fehlen wird die Grundsicherung für das Kind abgesenkt. Die Ganztagsschule wird zum Regelbetrieb, mit verbindlicher Hausaufgabenbetreuung für jene Schüler, die die Leistungsstandards ungenügend erfüllen. Es solle keine Befreiung von bestimmten Unterrichtsstunden aus religiösen Gründen geben, dafür ein Kopftuchverbot an Schulen und optionale Schuluniformen.
- Verschärfung der sprachlichen Voraussetzungen für den Erwerb der Staatsbürgerschaft, auch bei Ehegattenzuzug. Für die Dauer von 10 Jahren keine Grundsicherung für zugezogene Ehegatten.
- Äußerst restriktive Bedingungen für die weitere Zuwanderung, die im Prinzip nur noch Spezialisten am oberen Ende der Qualifikationsskala erfüllen. Geldstrafen für die Beherbergung Illegaler, die zu Abschlägen bei der Grundsicherung führt. Für alle Ausländer soll eine zentrale bundesweite Datenbank eingerichtet werden.

### „Demografie und Bevölkerungspolitik“
Das Kapitel vergleicht zunächst die demografischen Trends in den entwickelten Industriestaaten und in Deutschland, worauf Folgen und Einflussfaktoren der beschriebenen Trends diskutiert werden. Sarrazin sieht Zuwanderung nicht als Lösung für Deutschland und erklärt, dass die Nettoreproduktionsrate kein Schicksal sein darf. Nach einer Darstellung der „Sozialisation und Logik des gelebten Lebens“ stellt er folgende „Überlegungen zur Trendumkehr“ an (S. 378 ff.):
- Die Attraktivität und gesellschaftliche Wertschätzung dauerhafter Partnerschaften soll unterstützt und gefördert werden.
- Betreuungsangebote sollen ausgeweitet und Ganztagsschulen flächendeckend eingeführt werden, nur dann werde eine Erwerbstätigkeit der Mutter erst wirklich möglich. (S. 380 f.)
- Die Fortpflanzungsbereitschaft erwerbstätiger Eltern solle durch geeignete Kombinationen von Freistellungsregeln und Lohnersatz angeregt werden.
- Das Ziel eines Kindergelds müsse sein, dass Erwerbstätige durch Kinder nicht in Armut geraten sollten und dass Transferempfänger nicht dazu verführt werden, ihre Unterstützung durch Kinder zu erhöhen.
- Monetäre Anreize, um die Fertilitätsrate gebildeter Frauen zu erhöhen, sollten eingesetzt werden. So könnte

„beispielsweise bei abgeschlossenem Studium für jedes Kind, das vor Vollendung des 30. Lebensjahres der Mutter geboren wird, eine staatliche Prämie von 50.000 Euro ausgesetzt werden. […] Die Prämie – und das wird die politische Klippe sein – dürfte allerdings nur selektiv eingesetzt werden, nämlich für jene Gruppen, bei denen eine höhere Fruchtbarkeit zur Verbesserung der sozioökonomischen Qualität der Geburtenstruktur besonders erwünscht ist.“

## Entstehungsgeschichte, Veröffentlichungen und Auflagen

### Vorab veröffentlichte Thesen
Sarrazin kooperierte im Vorfeld der Veröffentlichung unter anderem mit der Bild-Zeitung, die eine Reihe veröffentlichte. Veröffentlicht wurden vorab folgende Thesen:
1. Deutschland werde aufgrund des Geburtenrückganges „kleiner und dümmer“, während die „sozialen Belastungen einer ungesteuerten Migration […] politisch korrekt“ totgeschwiegen würden.[9]
2. Muslimische Migranten seien unterdurchschnittlich in den Arbeitsmarkt integriert und überdurchschnittlich abhängig von Sozialtransfers. Sie kümmerten sich nicht hinreichend um Bildungsbeteiligung, hätten eine hohe Geburtenrate und zeigten eine Tendenz zur Bildung von Parallelgesellschaften. Von Integrationsbeauftragten und Islamforschern, Soziologen und Politologen sowie von naiven Politikern würden diese Probleme totgeschwiegen.[10]
3. Sarrazin kritisiert „niedrige Bildungsstandards“ und tritt deswegen für eine Ganztagsschule und die Wiedereinführung der Schuluniform ein und spricht Computerspielen (Negativbeispiel World of Warcraft) jegliche Pädagogik ab.[11]
4. Die „islamische Immigration“ sei geprägt durch „fordernde, den Sozialstaat in Anspruch nehmende, kriminelle, andersartige, frauenfeindliche Einstellungen […] mit fließenden Übergängen zum Terrorismus“.[12]

Die nach Bucherscheinung veröffentlichte Bild-Schlagzeile Das wird man ja wohl noch sagen dürfen vom 4. September 2010, die Bundeskanzlerin Angela Merkel in einer Rede aufgriff, wurde später zum geflügelten Wort.

### Erscheinungsdatum und Auflagen

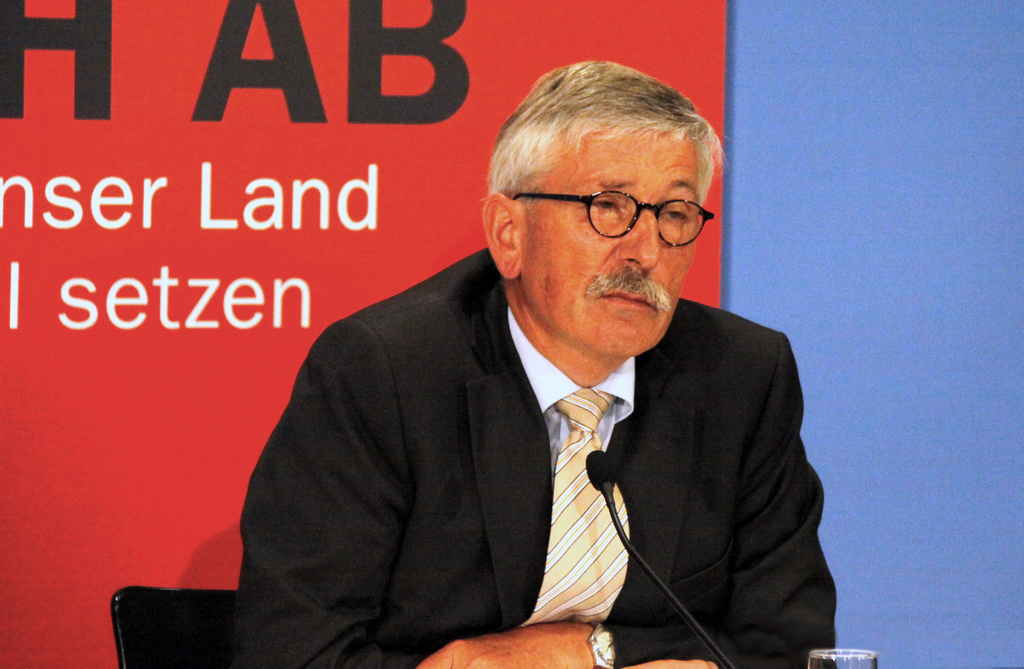
Sarrazin bei der Buchvorstellung von Deutschland schafft sich ab

Bereits vor dem offiziellen Erscheinungstermin, dem 30. August 2010, war das Buch in Buchhandlungen zu kaufen. Sowohl die erste Auflage von 25.000 Exemplaren als auch die zweite Auflage von 15.000 Exemplaren waren am Tag nach dem Erscheinen verkauft. Die dritte Auflage von 30.000 Exemplaren wurde am dritten Tag ausgeliefert, die vierte Auflage von 80.000 Exemplaren nach einer Woche. Für die fünfte und sechste Auflage wurden weitere 100.000 Exemplare nachgedruckt. Mit der 13. Auflage nahm Sarrazin in einem neu verfassten, kurzen Vorwort Stellung zu der von dem Buch ausgelösten Debatte und „entschärfte“ ein paar kritische Stellen. Laut einem DVA-Sprecher wurden im Dezember 2010 täglich weitere 10.000 Exemplare verkauft. Der Bestseller erschien als Hardcover, als E-Book und als Taschenbuch.
Im Januar 2025 erschien eine mit umfangreichen Kommentaren des Autors versehene Ausgabe unter dem Titel Deutschland schafft sich ab: Die Bilanz nach 15 Jahren.

### Methodik
Sarrazin verwendet in seinem Buch Methoden der Deskriptiven Statistik (z. B. Korrelationsanalysen). Beispielsweise resümiert er, dass „Intelligenzmaße und Bildungsindikatoren […] hoch miteinander korrelieren“, obwohl eine kausale Beziehung dieser Variablen durch die Korrelationsanalyse nicht nachweisbar sei.
Das für die Datenanalyse verwendete Datenmaterial weist einen gegebenen Aggregationsgrad auf, auf dessen Basis die Analysen durchgeführt und Schlussfolgerungen abgeleitet werden. Beispielsweise werden die Daten zur Herkunft von Migranten nach Regionen (z. B. „Afrika“, „Nah-Mittelost“) aggregiert angegeben. Eine fehlende Aufschlüsselung nach Religionszugehörigkeit oder Nationalität wird von Rezensenten bemängelt, da der Bildungserfolg von Migranten innerhalb der von Sarrazin zusammengefassten Herkunftsregionen erheblich variiert. In diesem Zusammenhang postuliert Sarrazin, dass fast alle Einwanderer aus Bosnien und Herzegowina, der Türkei, dem Nahen und Mittleren Osten und Afrika Muslime seien und die nicht-muslimischen Einwanderer aus diesen Regionen ein überdurchschnittliches Integrationsverhalten zeigten.

## Rezeption

### Kritik an vorab veröffentlichten Thesen
Simone von Stosch untersuchte auf tagesschau.de Sarrazins Thesen. Die Behauptung, dass besonders viele Zuwanderer aus der Türkei Hartz-IV-Leistungen in Anspruch nähmen, sei falsch. Tatsächlich sei die Quote nicht höher als bei anderen Migranten. Überdurchschnittlich hoch sei in dieser Bevölkerungsgruppe die Bereitschaft zum Unternehmertum. Es gebe in der Industrie aufgrund eines Fachkräftemangels Tendenzen, eher mehr als weniger Fachkräfte aus dem Ausland nach Deutschland zu holen. Das Bildungsniveau von muslimischen Migranten sei nicht immer geringer als das der Durchschnittsbevölkerung. Zwar hätten nur 7,8 % der türkischstämmigen Migranten das Abitur. Hingegen habe jeder dritte Zuwanderer aus dem Iran, Afghanistan und dem Irak Abitur. 15,2 % der iranischen, afghanischen und irakischen Zuwanderer hätten einen Universitäts- oder Fachhochschulabschluss, während es bei der Gesamtbevölkerung nur 11,3 Prozent seien. Daher sei die These, muslimische Zuwanderer seien bildungsfern, falsch.
Die Abendzeitung stellte fest, dass Sarrazins Thesen „nicht explizit falsch [sind], aber statistisch oder verbal so hingetrickst, dass die Wahrheit zumindest manipuliert wurde“. Seine Aussage, dass „der Anteil der angeborenen Behinderungen unter türkischen und kurdischen Migranten weit überdurchschnittlich ist [und] ganze Clans […] eine Tradition von Inzucht“ hätten, sei deswegen nicht zu stützen, weil Behinderungen durch Inzucht statistisch nicht erfasst würden. Ferner führe er an, dass Türken nur in 8 % der Fälle einen deutschen Partner heirateten, Russlanddeutsche dagegen in 67 % der Fälle, ohne einfließen zu lassen, dass „die meisten Russlanddeutschen bereits einen deutschen Pass“ hätten und untereinander heiraten können, ohne von dieser Statistik ausgeschlossen zu werden. Sarrazins Aussage, dass die Scharia in Deutschland Einzug halte, werde nicht sachlich ausgeführt, und seine These, wonach männliche türkische Familienoberhäupter „zum großen Teil arbeitslos“ seien, sei falsch, da die Arbeitslosenquote unter Türken zwar überdurchschnittlich hoch sei, aber trotzdem nur 25 % betrage.
Martin Spiewak kritisierte Sarrazins Thesen zur Bildungspolitik in der Zeit als „knapp an der Lüge vorbei [… eine Mischung von] Wahrheiten mit Halbwahrheiten und Unsinn“. Er wies darauf hin, dass die schulisch leistungsschwächsten Migranten aus dem christlichen Italien kämen, Iraner akademisch überdurchschnittlich erfolgreich seien und allgemein keine kausale Verbindung zwischen Religion und Bildungsdefiziten nachgewiesen werde. Als besonders sinnentstellend kritisierte Spiewak Sarrazins Folgerung auf ein Resultat der PISA-Studien, wonach „Schüler mit einem türkischen Migrationshintergrund erneut schlechter ab[schnitten] als alle anderen Einwanderergruppen“. Dies sei von Sarrazin „genetisch“ begründet worden, obwohl die offizielle PISA-Studien-Folgerung hierzu lautete, dass dieses Defizit sich mit „sozioökonomischen Faktoren“ (Armut) und [der mangelnden Beherrschung] der deutschen Sprache erklären lasse. Außerdem steige die Quote von Migranten mit Bildungshintergrund „immer noch zu langsam, aber konstant“.
Die Welt am Sonntag bezweifelte in einem Interview mit Sarrazin die Genauigkeit seiner Rechenmodelle: Obwohl eine seriöse Extrapolation über 100 Jahre nicht möglich sei, behauptete er, dass Deutschland im Jahr 2110 nur noch 25 Millionen Einwohner haben und der Anteil Migranten von sechs auf 69 Prozent steigen würde. Für 2060 sei es aber wahrscheinlich, dass es 65 bis 70 Millionen Deutsche geben werde. Ferner kritisiert die Zeitung ein selektives Herauspicken von Statistiken, weil zwar durchschnittlich nur 7 % der türkischen Schüler mit Abitur abschlössen (dt. Durchschnitt: 17 %), aber dafür die Quote aus afghanischen, iranischen und pakistanischen Schülern 30 % sei.

### Rezensionen in chronologischer Auswahl
Klaus Popatzky rezensierte das Buch in der Sendung „Kritik“ des Deutschlandradio Kultur mehrheitlich negativ. Es sei „ätzend langweilig“ und bestünde aus einem „Konvolut aus Anmerkungen“, in denen uns „Onkel Thilo“ die Welt erkläre. Sarrazins antimuslimische Exzesse seien äußerst fragwürdig und stünden rassistischen Tönen nahe, so Popatzky. Des Weiteren seien auch die bereits Jahre zuvor geäußerten Ansichten des Autors über Hartz-IV-Empfänger in das Werk eingeflossen, die sein auf ökonomische Nützlichkeit hin reduziertes Menschenbild noch einmal unterstrichen. Der Rezensent kritisiert vor allem die Widersprüche des Werkes. Als Beispiel zitiert er aus dem Ende des Buches, in dem Sarrazin auf Seite 359 schreibt „Es gibt nämlich keine wissenschaftlich zuverlässige Methode, Geburtenverhalten und Zuwanderung über mehrere Jahrzehnte verläßlich vorherzusagen“, eine Aussage, die Sarrazins Hauptthese über das Aussterben intelligenter Deutscher sinnlos erscheinen lasse.
Christian Geyer sagte in der Frankfurter Allgemeinen Zeitung, dass „Sarrazin ein antimuslimisches Dossier verfasst“ habe und elementare Lebenszusammenhänge auf den Punkt bringen will. Der Punkt sei die Allmacht der Genetik. „Tatsächlich ist das Elementare bei Sarrazin das Biologische. Kulturell ist bei ihm ein Deckwort für genetisch.“ Habe man dieses begriffen, läse „man Sarrazins Sorge um die ‚kulturelle Identität‘, die ‚kulturelle Substanz‘ und den ‚Volkscharakter‘ Deutschlands mit anderen, den richtigen biologischen Augen“. Die These trete in seinem Buch klar hervor: „Die islamische Immigration nach Deutschland muss gestoppt werden – und zwar aus ‚letztlich‘ genetischen Gründen.“ Niemand hindere „den Autor Thilo Sarrazin an der Propagierung seiner Thesen.“ Dem „biologistischen Buch“ fehle jedoch die kulturelle Geschäftsgrundlage. ‚Deutschland schafft sich ab‘ erzähle „die Untergangsgeschichte einer Nation“ für die „mit den Muslimen nun sechs Prozent der Bevölkerung die Verantwortung übernehmen“. Fraglich sei, „was die anderen 94 Prozent in den letzten Jahrzehnten für die Zukunft ihres Landes getan haben“. Sarrazins Buch sei „ein Entlastungsversuch einer desorientierten Elite.“
Arno Widmann rezensierte in der Berliner Zeitung, dass dieses Buch „das Buch eines Besessenen“ sei. Sarrazin wolle uns etwas klarmachen und dafür mobilisiere „er alles, was ihm in den Kram passt“, möchte aber gleichzeitig „genau sein“. Folglich „bezweifelt er seine Zahlen, weist selbst darauf hin, dass die eine Statistik mit der anderen in Wahrheit nicht vergleichbar ist, dann aber zieht er sie doch heran.“ Sarrazin sage, „die genetische Ausstattung der Menschen aller Länder und Völker“ sei „von großer Ähnlichkeit“. Dennoch vertrete er die Idee, „50 bis 80 Prozent der Intelligenz seien erblich“, und leite daraus ab, dass gravierende Mentalitätsunterschiede nicht zwischen Einzelnen, sondern zwischen verschiedenen Völkern bestünden. Sarrazin habe in vielem recht, so sei unser Bildungssystem fatal. Schüler würden „nicht gefordert und gefördert, sondern hängen gelassen“. Widmann stellt jedoch die Frage, ob Sarrazin fordern und fördern will. Statistisch sei für Sarrazin klar, „dass es den Aufwand nicht lohnt, denen da unten generell aufzuhelfen“. Im besten Bildungssystem werde „die angeborene Ungleichheit der Menschen durch Bildung nicht verringert, sondern eher akzentuiert.“ Sarrazin sei ein Besessener, „der seinen Wahn, der der Wahn von der grenzenlosen Überlegenheit des eigenen Lebensentwurfes ist, mit Zahlen füttert, ihn für die Logik selbst hält und dem alles dient als Bestätigung für das, was er schon weiß.“ Sarrazin sei ein Fall für die Gerichte schon lange und immer wieder: „Wer sein Buch liest, der denkt an ‚Volksverhetzung‘, an den Paragraphen 130 des Strafgesetzbuches.“ Sarrazin genieße diesen Angriff und glaube – das gehöre zu seinem Wahn – „die Wissenschaft, die Logik, die Intelligenz auf seiner Seite.“ Sarrazin sei „ein Fall nicht nur für die Justiz“.
In der taz kritisierten Ulrike Herrmann und Alke Wierth insbesondere das Kapitel „Mehr Kinder von den Klugen, bevor es zu spät ist“: „Dies sei genau das Programm der Eugenik gewesen, die im 19. Jahrhundert von Francis Galton erfunden worden sei. Auf ihn berufe sich Sarrazin explizit – allerdings ohne das Wort Eugenik zu verwenden. Sehr zielgenau verwende er jedoch den Begriff „dysgenisch“, der ohne den Kontext der Eugenik gar nicht zu verstehen und 1915 erfunden worden sei, um „negative Selektionsprozesse“ bei einer menschlichen Population zu beschreiben.“
Andrea Seibel meinte in der Welt, „dass all die Menschen, die hoffen, hier sage endlich einmal einer die Wahrheit‘“, enttäuscht und auch überfordert sein würden „von diesem Konvolut aus Geschichtsphilosophie, Statistiken und prekären Abhandlungen über Intelligenz, Genetik, Rassenlehre und Bevölkerungspolitik.“
Necla Kelek sprach sich in der Frankfurter Allgemeinen Zeitung dafür aus, dass die „Thesen von Thilo Sarrazin zu Bildung und Zuwanderung“ diskutiert werden sollten, statt nur den Autor zu verteufeln. „Die politische Klasse“, der seine Kritik gilt, verweigere sich der Debatte. Wenn „ein Ökonom, Finanzexperte und erfahrener Politiker wie Thilo Sarrazin“ sich um Deutschlands Zukunft Gedanken mache, könne man erwarten, „dass er mit dem Blick des Controllers Zusammenhänge analysiert, eine qualitative wie quantitative Bewertung von Zahlen und Zusammenhängen vornimmt und als Politiker Vorschläge macht, wie die Probleme gelöst werden könnten.“ Kelek meint, dass diese Erwartung in seinem Buch nicht enttäuscht werde. Sarrazin führe „auf 460 Seiten Daten und Fakten zusammen, die alle für sich mehr oder weniger bekannt sind, aber in ihrer Gesamtschau und Bewertung doch überraschende Zusammenhänge und Folgerungen ergeben.“ Sie meint, dass die von Sarrazin aufgezeigte Wechselbeziehung von Intelligenz und Demographie als biologistisch diffamiert werde: „Dabei scheint schon der gesunde Menschenverstand nahezulegen, dass Ethnien wie zum Beispiel die Völker Anatoliens oder Ägyptens, die über Jahrhunderte von den Osmanen daran gehindert wurden, Lesen und Schreiben zu lernen, bei denen noch heute Mädchen nicht zur Schule gehen dürfen, andere Talente vererbt bekommen, als die Söhne von Johann Sebastian Bach und dass es auch bei der Intelligenz so etwas wie die Gaußsche Normalverteilung gibt.“ Ein Befreiungsschlag könne seine „Ausführungen über Armut und Ungleichheit und Arbeit und Politik sein“, da er die Diskussion um Armut aus der materiellen Abhängigkeit befreie. Im bisherigen Politikverständnis gehe man quer durch alle politischen Parteien davon aus, „dass sozialer Fortschritt, Gesundheit, Ernährung und letztlich Glück nur durch mehr materielle Zuwendung erreicht werden können.“ Sarrazin stelle fest, „dass im bisherigen Politikkonzept ‚das Individuum, sein Verhalten und seine Verantwortung‘ gar nicht vorkommen“, was er ändern wolle, indem er qualitative Kriterien einführe. Inhaltlich sei keiner seiner Kritiker auf die Vorschläge eingegangen. Bei manchen Äußerungen von Politikern habe sie das Gefühl, dass hier „ein deutscher Haider oder Geert Wilders oder das Erstarken der NPD herbeigeredet“ werde. Der Sozialdemokrat Sarrazin und sein Buch taugten jedoch nicht zu diesem Feindbild. Das Buch von Sarrazin sei „eine Chance, die Integrationspolitik und damit auch die Zukunft des Landes in wichtigen Bereichen neu zu denken.“
Frank Schirrmacher bezeichnete in der FAZ Sarrazin als „Ghostwriter einer verängstigten Gesellschaft“. Er habe ein Buch geschrieben, „das durchaus sehr viele richtige und notwendige Dinge sagt“. Jedoch führe es „zu Konsequenzen, die er sich selbst nicht zu ziehen traut und sogar mit Fleiß verbirgt und die in ihrem Ergebnis manchem seiner Anhänger den Atem rauben würden.“ Es sei kein Zufall, „dass entscheidende Begriffe, Namen und Quellen im Register nicht auftauchen“, obwohl sie sich rekonstruieren ließen. Das sei kein Versehen und man solle Sarrazin nicht unterschätzen. Er wolle „eine völlig neue politische Debatte auslösen, die im Kern biologisch und nicht kulturell argumentiert“. Sarrazin spreche, „wenn er von Kultur redet, nicht vom Erbe, sondern vom Erbgut“ und auch das „ist Bestandteil demokratischer Diskurse vor exakt hundert Jahren“. Mit jeder Seite, die man liest, „wird klarer, dass es sich hier nicht um ein bildungsbürgerliches Traktat handelt, sondern um die Etablierung eines völlig anderen Kulturbegriffs“. In dem Buch gehe es „um die Verbindung von Erbbiologie und Kultur und damit letztlich um, ein Wort, das Sarrazin (Darwin zitierend) so unerschrocken benutzt, wie einst Gottfried Benn, ‚Zuchtwahl‘ und ‚Auslese‘.“ Da Sarrazin, der die Kultur verteidigen will, „in Wahrheit selbst nicht mehr an ihre bindende und verbindliche Kraft“ glaube, geschehe das, „was grundsätzlich geschieht, wenn Gesellschaften um ihre Identität fürchten und ihren eigenen Werten misstrauen: die Flucht in den Biologismus.“
Schirrmacher führte weiter aus, dass Sarrazin im Innersten seines Buches eine vulgärdarwinistische Gesellschaftstheorie versteckt habe, „als hätte es alle Erfahrungen des zwanzigsten Jahrhunderts nicht gegeben“. Der Autor verschleiere die Terminologie und gehe fahrlässig mit seinen Quellen um. Sarrazin blende „eine jahrhundertelange, zum Teil verheerende wissenschaftliche Rezeptionsgeschichte darwinistischer Theorien“ aus und schließe an sie an, „als seien sie Erkenntnis von heute“. Damit dieses nicht auffalle, verschleiere er die Terminologie; es scheine so, „als habe ein Lektor alle ‚anstößigen‘, aber historisch zutreffenden Begriffe aus dem Buch verbannt, damit die Botschaft historisch unkontaminiert an den Kunden gebracht werden kann“ oder „damit der Kunde nicht merkt, wohin die Reise mit Sarrazin geht“. Öffentliche Debatten würden immer dann riskant, „wenn Korrelationen zu Kausalitäten gemacht werden“. Sarrazin behaupte „Kausalitäten“, doch wer so verfahre, „muss mehr zur Verfügung stellen als eine Ableitung aus den Korrelationen einer Statistik“. Es spreche vieles dafür, „dass es Sarrazin in Wahrheit um die Herstellung einer neuen politischen Moral geht.“ Sie sei „aber selbst nicht moralisch, sondern kommt als ‚Naturgesetz‘ daher.“
Richard Wagner bezeichnete in der Neuen Zürcher Zeitung Sarrazins Buch als „alarmistisch“, welches in Deutschland eine Debatte „über die negativen Folgen muslimischer Einwanderung“ hochgehen lasse. Wagner meint, dass die große Beachtung des Buchs daran liege, „dass die deutsche politische Klasse das Thema allzu lange schönfärberisch verdrängt“ habe. Sarrazin sei „weder Theoretiker noch Reporter“, sondern untermauere „seine Thesen mit viel Statistik und letzten Endes mit einer genetischen Begründung“, mit dieser er sich am meisten angreifbar mache, da in Deutschland die Genetik „bis heute als ein Instrument des Bösen“ gelte. Was Sarrazin jedoch zur Sprache bringe, sei „seit Jahren schon ein grosses Thema für die deutsche Wirklichkeit“. Es gehe um „die rapide Herausbildung einer neuen Unterschicht“ und dort vor allem „in der zweiten und dritten Generation von türkischen und arabischen Einwanderern, um die Entstehung von Parallelgesellschaften mit rechtsfreien Räumen und hoher Jugendkriminalitätsrate“. Es handele sich also „um den sichtbaren Zerfall der bürgerlichen Ordnung.“
Andreas Bernard nannte im SZ-Magazin Sarrazins Buch „bildungsfern, fortpflanzungsfreudig und viel zu dick“. Er resümierte, dass das Buch ein „wucherndes Gebilde“ und „in seiner Fehlerhaftigkeit überraschend bildungsfern“ sowie „in seiner Dickleibigkeit fast adipös“ sei, „dabei allerdings so fortpflanzungsfreudig, dass der Argumentationskeim eines Kurzreferats zu einem Riesenwälzer angewachsen ist“. Nähme man noch die Perspektive des Erzählers hinzu, „die es an Verengung mit dem Augenschlitz einer Burka lässig aufnehmen kann, gleicht Thilo Sarrazins Buch eigentlich exakt seinem Feindbild: ein übergewichtiger, fertiler Religionsfanatiker.“ Sarrazin begründe eine neue „Disziplin der Religionshygiene“, wobei er große Mühe darauf verwende, „die historische Blaupause seines Buchs nur bis zu jener Grenze aufzudecken, an der sie für die meisten Leser unkenntlich bleibt.“ Die seit 70 Jahren „diskreditierte[n] Schlagwörter wie »Eugenik«“ kämen kein einziges Mal vor. Dagegen falle der „seltene und daher ungefährdete Gegenbegriff der »Dysgenik«“ ständig, „in dem Zusammenhang, dass die ungehinderte Fortpflanzung muslimischer Einwanderer zur Schädigung des deutschen Erbguts“ führe. Bernard meint, dass es eigentlich nur eine angemessene Reaktion auf das Buch geben sollte, nämlich Schweigen. Dass aber „das genaue Gegenteil der Fall ist, zeugt von jener befremdlichen Debattenkultur in Deutschland, die für Apokalyptiker der Bevölkerungsentwicklung wieder ein besonders offenes Ohr hat.“ Der Dämon der Demografie sei „eine sichere Bank bei der Erregung öffentlicher Aufmerksamkeit“, selbst „wenn man sich derart massiv auf den wissenschaftlich legitimierten Rassismus stützt wie Thilo Sarrazin.“
Lorenz Maroldt bemerkte im Tagesspiegel, am ärgerlichsten sei an Thilo Sarrazins Buch, „dass es ein anderes verdrängt hat, erst in der öffentlichen Wahrnehmung, jetzt auch in den Bestsellerlisten, das ebenfalls von sozialer Verwahrlosung, Jugendkriminalität und Integration handelt: Kirsten Heisigs Das Ende der Geduld. Gerade erst hatte eine ernsthafte Debatte über die kühl zusammengefassten Erfahrungen und Empfehlungen der verstorbenen Berliner Jugendrichterin begonnen, da ging sie auch schon wieder unter in der Hysterie um Sarrazins soziobiologisches Allerlei.“
Der Historiker Hans-Ulrich Wehler bezeichnete in der Zeit dagegen das Buch als „das Reformplädoyer eines geradezu leidenschaftlichen Sozialdemokraten“. Sarrazins Problemdiagnose treffe „ins Schwarze“. Des Weiteren forderte Wehler, man solle „die Stärken des Buches endlich zur Kenntnis nehmen“. Er meinte, dass sich „zweifellos nicht gerade wenige strittige Thesen oder steile Interpretationsversuche“ finden, die „Widerspruch und Auseinandersetzung verlangen“. Für eine „stringente Argumentation“, wie sie auch Sarrazin verlange, reiche es seines Erachtens jedoch völlig aus, „sich auf den Einfluss soziokultureller und politischer Faktoren zu stützen“. Auch Sarrazin wisse doch, dass „Zuchtverfahren gerade in Deutschland seit der Erfahrung mit der NS-Diktatur, die auf diese Weise ihr Ziel der »Rasse-Reinheit« erreichen wollte, zu Recht auf schroffe Ablehnung treffen“.

### Rezeption durch Wissenschaftler

#### Michael Blume (Politik- und Religionswissenschaftler)
Michael Blume verwahrte sich gegen die fehlerhafte Zitation einer seiner wissenschaftlichen Arbeiten. Um den postulierten Zusammenhang zwischen der ausgeprägten Religiosität vieler Muslime und einer höheren Geburtenrate belegen zu können, habe Sarrazin die von Blume veröffentlichten Daten zur Geburtsrate in „sehr traditionale[n] Gemeinschaften“ wie der Neuapostolischen Kirche und den Zeugen Jehovas „einfach wegfallen“ lassen.

#### Harry Ostrer (Genetiker)
In einem Kommentar für das Online-Magazin The European verwahrte sich der amerikanische Genetiker Harry Ostrer gegen eine möglicherweise missbräuchliche Verwendung seiner Studie Abrahams Kinder durch Sarrazin. Obwohl er das Buch noch nicht kenne, schrieb der Wissenschaftler, habe er aus Presseberichten den Eindruck, dass Sarrazin seine Thesen falsch verstanden habe. Aufgrund genetischer Ähnlichkeit ließen sich keinesfalls Rückschlüsse auf individuelle Eigenschaften ziehen.

#### Siegfried Lehrl (Psychologe)
Der Psychologe Siegfried Lehrl bestätigte in einem Interview zu Sarrazins Thesen, dass Gebildete immer weniger Kinder bekämen, die geistige Fitness bei weniger Gebildeten abnehme, Intelligenz zu 50 bis 80 % erblich sei und dass weniger Gebildete ihre Kinder oft falsch erzögen. Er sagte, es gebe einige wissenschaftliche Hinweise dafür, dass die anhand von Intelligenztests und PISA-Studien gemessene Intelligenz seit 1995 abgenommen habe. Es bestehe die grundsätzliche Gefahr einer geistigen Verarmung in der Zukunft, wenn die betreffenden Personen nicht dazu gebracht würden, mehr am gesellschaftlichen, einschließlich des kulturellen Lebens, teilzunehmen, da sie sich in ihrem Lebensstil oft darauf eingerichtet hätten, nicht aus der Misere herauszukommen. Lehrl sagte, dass das Problem keineswegs auf muslimische Migranten beschränkt sei, sondern über die Hälfte der Bevölkerung betreffe. Er sehe in der Veränderung der Lebensführung „große Potenziale, die Abgefallenen wieder ranzukriegen“.

#### Elsbeth Stern (Psychologin)
Die Intelligenzforscherin Elsbeth Stern widersprach Sarrazins mehrfach wiederholtem Satz „Intelligenz ist zu 50 bis 80 Prozent erblich“. Damit zeige Thilo Sarrazin, dass er Grundlegendes über Erblichkeit und Intelligenz nicht verstanden habe. Deshalb müsse man auch viele seiner Folgerungen infrage stellen. Stern interpretiert Sarrazin so, dass dieser in Intelligenz einen absoluten Wert sehe, was weitergedacht zu dem Missverständnis führen könne, dass beispielsweise eine Person mit einem IQ von 100 Punkten 50 bis 80 Punkte seinen Genen zu verdanken hätte. „Die absolute Intelligenz eines Menschen lässt sich aber gar nicht messen“, so Stern:
Statistische Analysen, in denen Übereinstimmungen bei eineiigen Zwillingspaaren mit jenen zweieiiger in Beziehung gesetzt wurden (Zwillingsforschung), führten zu dem Schluss, dass in entwickelten Ländern mit allgemeiner Schulpflicht mindestens 50 Prozent der Intelligenzunterschiede auf genetische Variationen zurückzuführen seien. Dass nicht sogar 100 Prozent der Intelligenzunterschiede die Folge genetischer Variation sind, liege im Wesentlichen an der ungleichen Verteilung der Bildungschancen.

„Weil wir aber von einer solchen Bildungsgerechtigkeit weit entfernt sind, gilt: Erreicht ein deutschstämmiger rundum geförderter Akademikersohn, ‚nur‘ einen durchschnittlichen IQ, ist davon auszugehen, dass seine Gene einfach nicht mehr hergeben. Wird hingegen bei einer türkischstämmigen Tochter aus bildungsfernem Hause derselbe Wert gemessen, ist anzunehmen, dass sie ihr genetisches Potenzial nicht optimal in Intelligenz umsetzen konnte. Unter besseren Bedingungen hätte sie wohl einen höheren IQ erzielt. Bei den Kindern mit Migrationshintergrund ist also mehr verborgenes Intelligenzpotenzial zu finden als bei den deutschstämmigen Kindern.“

 Stern kritisiert, dass Sarrazin diese sozialen Einflüsse vernachlässige:

„Aus Erblichkeit und Fertilität im Dreisatz auf eine drohende Verdummung zu schließen, wie Thilo Sarrazin es tut, ist mit einer komplexen Anlage wie Intelligenz schlicht nicht möglich und ignoriert zudem die vielfältigen sozialen Einflüsse. Es wird zu keinem Einbruch des Durchschnitts-IQ in Deutschland kommen, wenn Menschen, die sich in der unteren Hälfte der Intelligenzverteilung befinden, mehr Kinder haben[,]“

so das Fazit der Forscherin. Die größte Gefahr für die gesellschaftliche Verdummung bestehe darin, dass soziale Herkunft für Schul- und Berufserfolg wichtiger ist als Intelligenz und Begabung.

#### Detlef Rost (Entwicklungspsychologe) und Heiner Rindermann (Bildungsforscher)
Der Entwicklungspsychologe Detlef Rost und der Bildungsforscher Heiner Rindermann, deren Werke Sarrazin als Quellen angegeben hatte, bestätigten kurz nach Buchveröffentlichung, dass sich Intelligenzunterschiede von Menschen – abhängig von deren Alter und den Umweltbedingungen – „zu fünfzig bis achtzig Prozent durch genetische Faktoren aufklären lassen“ und bewerteten „die von Sarrazin angeführten Zahlen“, die sich auf die „Bedeutung der Genetik für Intelligenzunterschiede“ beziehen würden, als „korrekt“. Nach Betrachtung von fünf intelligenz- und bildungsbezogenen Thesen Sarrazins zogen sie folgendes Fazit: 

„Sarrazins Thesen sind, was die psychologischen Aspekte betrifft, im Großen und Ganzen mit dem Kenntnisstand der modernen psychologischen Forschung vereinbar. Hier und da ließe sich sicher eine abweichende Gewichtung vornehmen. Massive Fehlinterpretationen haben wir aber nicht gefunden. Sarrazin macht auch Vorschläge zur Förderung von Kindern aus bildungsfernen Elternhäusern. Seine diesbezüglichen Anregungen sind vernünftig und unterscheiden sich wenig von denen, die in der aktuellen bildungspolitischen Diskussion auch von anderen geäußert werden (z. B. mehr Krippen; mehr und bessere Kindergärten; intensivierte Sprachförderung; Ganztagsschulen). Allerdings weist das deutsche Bildungssystem im internationalen Vergleich keine extremen Defizite auf, und Ressourcen, die hier investiert werden sollen, müssten zunächst außerhalb dieses Systems erwirtschaftet werden. Auch darf man sich nicht einer Machbarkeitsillusion hingeben: Es gibt Grenzen der Förderung, letzten Endes muss immer die betreffende Person selbst lernen und selbst denken. Maßnahmen müssen psychologisch zielführend, politisch sinnvoll, von wohlwollender Verantwortung getragen und ethisch legitimierbar sein. Die Frage der Gene ist hier von nachgeordneter Bedeutung, zudem eine stärkere genetische Verankerung nicht automatisch Unveränderbarkeit bedeutet.“

#### Werner Greve (Entwicklungspsychologe)
Der Entwicklungspsychologe Werner Greve bezeichnete die These, die Intelligenz sei zur Hälfte genetisch bedingt, als „absoluten Unsinn“.

„Wenn Fachleute solche Zahlenangaben machen, geht es ihnen nicht um individuelle Unterschiede. Sie beziehen sich in der Regel auf eine bestimmte Gruppe, sagen wir 1000 Menschen, die sich in vielem unterscheiden: Verhalten, Einstellungen, Eigenschaften, Geschichte, Lebensbedingungen. Wenn jetzt 50 Prozent aller Andersartigkeiten auf die Gene zurückgeführt werden, heißt das: Die Unterschiede lassen sich durch die verschiedenen Umweltbedingungen nicht erklären. Es kann auch bedeuten: Sie lassen sich noch nicht erklären. Denn Gene und Umwelt wirken immer zusammen; wie sie das tun, ist weitgehend unbekannt.“

Was das Verständnis der Interaktion von Anlage und Umwelt bei der Entwicklung der Intelligenz betrifft, sei noch sehr viel zu erforschen. Die Umwelt hat hier laut Greve einen „gewaltigen Einfluss“. Förderlich seien zum Beispiel sensible Eltern, die sich bemühen, die Signale ihres Kleinkindes richtig zu deuten. Von dieser Kommunikation profitiere das Kind langfristig. Bekannt sei auch, dass Kinder Spielraum brauchen, um ihre Intelligenz zu entfalten. Sie müssten vieles ausprobieren können. Zwischen Fritz aus Kreuzberg und Mehmet aus Kusadasi gebe es erst einmal keine wesentlichen Unterschiede. Aber beide brauchten möglicherweise spezielle Unterstützung. Auch dieses differenzierte Eingehen auf individuelle Stärken und Schwächen sei sehr wichtig für die Entwicklung der Intelligenz. In einer Grundschulklasse mit dreißig Kindern sei das kaum möglich. Greve fordert deshalb kleinere Gruppen, gerade zu Beginn der Schulzeit. Er ist überzeugt, dass Kinder von einer multikulturellen Umgebung profitieren. Entscheidend sei, ob an der Schule eine gute Atmosphäre herrscht.

#### André Reis (Humangenetiker)
Der Humangenetiker André Reis bestätigte, dass Intelligenz zu einem gewissen Anteil vererbt wird:

„Je nach genetischer Studie liegt dieser zwischen 50 bis 80 Prozent. Allerdings gibt es kein einzelnes Intelligenz-Gen, sondern eine Vielzahl von genetischen Faktoren ist daran beteiligt. Da diese bei den Nachkommen immer wieder neu kombiniert werden, können weniger begabte Eltern auch begabte Kinder haben und umgekehrt. Man darf es sich also nicht so einfach machen.“

Die Annahme, dass ganze Volksgruppen aufgrund ihrer Gene weniger intelligent seien, bezeichnete er als „ausgemachten Unsinn“. Man könne nicht behaupten, dass türkischstämmige Menschen generell dümmer sind. In allen Bevölkerungen finde sich eine Streuung – es gebe kluge Menschen und weniger intelligente. Feststehe, dass die Umwelt einen entscheidenden Einfluss darauf hat, ob ein Kind seine Fähigkeiten entwickeln kann oder nicht, ob bestimmte Gene aktiviert werden und wie sie zusammen wirken. Man dürfe die Gene im Grunde nur als eine Option sehen. Ein bestimmtes Potenzial sei ererbt, dieses müsse aber auch aktiviert werden. Dafür seien Umweltbedingungen wie die wirtschaftliche Situation der Eltern und ihr Bildungsstandard entscheidend.
Zwar sei aus dem Erbgut zum Beispiel ablesbar, ob es sich um einen Menschen afrikanischer, asiatischer oder europäischer Abstammung handelt. Genetiker seien aber nicht mehr in der Lage, sauber zu trennen, ob jemand aus der Türkei oder aus Deutschland kommt. Genetische Unterschiede zwischen zwei Menschen derselben Bevölkerungsgruppe könnten größer ausfallen als zwischen zwei Menschen verschiedener Bevölkerungsgruppen. Der Versuch, immer wieder wertende Eigenschaften im Vergleich zwischen Bevölkerungsgruppen in die Diskussion einzubringen, ist laut Reis „ein andauerndes Problem“. Vielleicht verleite die Tatsache, dass es äußerliche Unterschiede zwischen Menschen verschiedener Bevölkerungsgruppen wie Haut- oder Haarfarbe gibt, zu dem Kurzschluss, dass dann auch die Intelligenz unterschiedlich sein müsste. Allerdings seien das reine Vorurteile.

#### Verband Biologie, Biowissenschaften und Biomedizin in Deutschland
Der Verband Biologie, Biowissenschaften und Biomedizin in Deutschland verwahrte sich in einer Pressemitteilung anlässlich der Buchvorstellung „entschieden gegen jede Verfälschung und politische Instrumentalisierung biologischer Fakten“. Sarrazin habe „grundlegende genetische Zusammenhänge falsch verstanden“. Seine Aussagen beruhten auf einem „Halbwissen, das nicht dem Stand der Evolutionsforschung entspricht“. Genetische Unterschiede zwischen verschiedenen Volksgruppen werden anhand selektionsneutraler genetischer Marker bestimmt. Diese folgen statistischen Zufallsprinzipien und erlauben daher keine Rückschlüsse auf spezifische Merkmale. Darüber hinaus existierende funktionale Gene beeinflussen den Phänotyp (z. B. die Hautfarbe) und unterliegen daher der Selektion. Ihre speziellen Varianten sind die Folge einer Anpassung an die Umwelt.
Der Verband distanzierte sich von der These, „dass es bei Volksgruppen genetische Unterschiede in Bezug auf Intelligenzleistungen geben könnte“, dies sei „nach dem gegenwärtigen Stand des Wissens nicht zu erwarten“. Intelligenz sei von vielen Genregionen beeinflusst, die in jedem Individuum neu zusammengewürfelt würden, was zu großen Unterschieden innerhalb einer Gruppe führen könne, jedoch gleichzeitig im Vergleich zwischen Gruppen wie ein Puffer wirke:

„Wissenschaftlich formuliert: die Varianz innerhalb der Gruppe übersteigt die Unterschiede zwischen Gruppen bei weitem.“

Auch würden Verteilungsunterschiede, also lokale Veränderungen der Häufigkeit von Genvarianten, beispielsweise durch Inzucht in Alpentälern, im Falle von Rückkreuzungen schnell wieder ausgeglichen, wofür bereits ein Genfluss von einem Prozent ausreiche. Daher sei davon auszugehen, dass jede Volksgruppe grundsätzlich über das gleiche genetische Potential für Intelligenzleistungen verfüge. Messbare Unterschiede in der Intelligenzleistung einzelner Volksgruppen seien darauf zurückzuführen, dass die Intelligenztests durch kulturelle Vorerfahrungen beeinflusst werden:

„Jede Volksgruppe, die einen Intelligenztest auf der Basis ihrer eigenen Kultur entwickeln würde, würde feststellen, dass die meisten anderen Kulturen durchschnittlich schlechtere Leistungen zeigen als die Mitglieder des eigenen Kulturkreises. Da aber kulturelle Traditionen nicht genetisch festgeschrieben sind, können sie sich auch innerhalb einer Generation verändern. Die Großmutter ist dem Enkel bei Formulierung von handschriftlichen Briefen haushoch überlegen, während sie mangels einschlägiger Erfahrungen bestimmte (Intelligenz?) Leistungen am Computer nicht erbringen kann.“

#### Klaus Jürgen Bade (Migrationsforscher)
Der Migrationsforscher und Vorsitzende des Sachverständigenrats deutscher Stiftungen für Integration und Migration, Klaus Jürgen Bade, beurteilte Sarrazins Kompetenz in einem Interview des Spiegels:

„Sarrazin versteht von Integration ungefähr so viel wie ich von seiner Domäne, der Finanzpolitik: nämlich nur das, was man sich als Laie so anliest. Der Laie aber strebt oft nach möglichst überschaubaren Erklärungsmustern, weil ihm die Komplexität der Probleme unzugänglich bleibt. Ein solches Muster bei Sarrazin ist zum Beispiel seine These von der erblichen Intelligenz, die in der Oberschicht konzentriert ist. Die Unterschicht ist für ihn das Reich der weithin Unintelligenten. Und weil sich die Unterschicht stärker vermehrt als die intelligente Oberschicht, wird das deutsche Volk angeblich immer dümmer. Im Grunde ist das eine nicht hochkonservative, sondern flach nationalistisch-elitäre Semantik, die in der deutschen Geschichte schon einmal zu fürchterlichen Konsequenzen geführt hat.“

Demografische Modellrechnungen über hundert Jahre in die Zukunft seien abwegig. Statistiken über Bildungserfolge ohne zureichende Berücksichtigung der Soziallagen böten keine tragfähigen Informationen. Der generationenübergreifende Bildungserfolg werde darin nicht berücksichtigt. Denn der Weg vom anatolischen Kleinlandwirt, der nicht lesen und schreiben konnte, zu einem Enkel mit deutschem Abitur sei bei weitem steiler als derjenige von einem deutschen Industriearbeiter mit abgeschlossener Volksschulausbildung zum Enkel mit bestandener Reifeprüfung. Eine „Integrationsmisere“ sieht Bade nicht:

„Wie der Sachverständigenrat deutscher Stiftungen für Integration und Migration in seinem aktuellen Jahresgutachten gezeigt hat, verläuft Integration in Deutschland sehr viel erfolgreicher, als es die Desintegrationspublizistik glauben machen will, auch im internationalen Vergleich. Ausnahmen bestätigen die Regel. In den letzten zehn Jahren ist in Sachen Integrationspolitik mehr geschehen als in den vier Jahrzehnten zuvor. Die in Deutschland geborene Zuwandererbevölkerung der zweiten und dritten Generation erzielt in fast allen Bereichen, sei es Bildung oder Arbeitsmarkt, deutlich bessere Ergebnisse als ihre Eltern und Großeltern. Dieser Effekt lässt sich für nahezu alle Herkunftsgruppen beobachten.“

Integrationsdefizite seien vor allem auf die sozialen Milieus zurückzuführen, in denen die Migranten leben. Eine Verknüpfung von Integrationsdefiziten mit der ethnischen Herkunft der Zuwanderer lehnte Bade ab.

#### Christoph M. Schmidt (Ökonom)
Christoph M. Schmidt schrieb im Handelsblatt, dass Sarrazin tief „in die Mottenkiste der Rassentheorie“ greife. Seine Thesen über Muslime und Türken seien ähnlich stichhaltig „wie die Aussage, rote Autos führen schneller, weil sie rot sind.“ Schmidt führte aus, dass statistische Datensätze und Methoden „viel Unheil anrichten“ können, falls „sie in die falschen Hände geraten“. Solches drohe dann, „wenn ihre Grenzen übersehen werden“. Er nannte es ein „besonders trauriges Beispiel“, wie Sarrazin die Thesen seines Buches zu untermauern versuche. Sein Erklärungsversuch setze „kurzerhand ethnische Zugehörigkeit und Leistungsfähigkeit gleich“. Nach Sarrazins Auffassung sei „die Bildungsleistung der türkischen Zuwanderer geringer als die der Deutschen, weil sie Türken sind.“ Diese willkürliche Interpretation werde intellektuell gerechtfertigt durch eine „verschwurbelte Theorie der hohen Vererbbarkeit von Intelligenz“. Kausalität sei aber „ein intellektuell sehr herausforderndes und oft missverstandenes Thema“ und Sarrazin dabei keine Ausnahme. „Aber der Umstand, im Irren über methodische Grenzen nicht allein zu sein, macht die Absurdität der pseudowissenschaftlichen Untermauerung von rassistischen Thesen ja nicht besser.“

#### Wolfgang Lieb (Jurist)
Der Jurist und Publizist Wolfgang Lieb schrieb 2010 auf heise.de, dass „Sarrazin mit seiner These von den aussterbenden Deutschen sein Spiel mit menschlichen Urängsten“ spiele. Er kritisierte auch die „Bild“-Zeitung, die vor der Veröffentlichung des Buchs Auszüge daraus vorab druckte, dafür, dass sie „Sarrazin als Tabu-Brecher einer angeblich kleingeistigen und die Tatsachen verschleiernden political correctness“ inszeniert habe. „Die Behauptung“, so Lieb, „dass hier endlich einer die ungeschminkte Wahrheit sage“, gehöre „mit zu den gröbsten Irreführungen dieser Kampagne“. Über den hohen Anteil von Schulabbrechern habe man beispielsweise „in jedem sogar amtlichen Bildungsbericht nachlesen“ können. Diese Berichte hätten jedoch „Anforderungen an die Politik“ gestellt, „wie man die vorhandenen Probleme angehen könnte“. Sarrazin frage „aber gerade nicht nach den Ursachen und schon gar nicht nach seinen eigenen Fehlern – etwa als Berliner Finanzsenator – beim Zulassen oder Herbeiführen der entstandenen Probleme, sondern er weist die Schuld pauschal denen zu, die in den Problemen stecken und Probleme machen“.

#### Frans Willekens und Wolfgang Lutz (Demographen)
Frans Willekens, Direktor des Netherlands Interdisciplinary Demographic Institute (NIDI), widersprach auf der European Population Conference in Wien der These, dass eine Bevölkerung durch Migranten dümmer werde. Die Aussage gründe auf zwei falschen Annahmen: Erstens werde unterstellt, dass Migranten auch in Zukunft mehr Kinder hätten als die „einheimische“ Bevölkerung – was nicht stimme. Spätestens in der zweiten Generation sinke die Geburtenrate von Zuwanderern auf das einheimische Niveau, weswegen sich das Klischee der kinderreichen Zuwandererfamilien nicht aufrechterhalten lasse.
„Und zweitens wird unterstellt, dass Migranten immer in niedrigen sozialen Schichten bleiben – was einfach nicht stimmt. […] Wenngleich das derzeitige Bildungssystem dem sozialen Aufstieg nicht gerade förderlich ist“, so Willekens. Der Direktor des Instituts für Demografie der Akademie der Wissenschaften (ÖAW) und Gastgeber der Konferenz, Wolfgang Lutz, ergänzte: „Die Eltern wurden mit einem schlechten Bildungsniveau geholt, da darf man sich nicht wundern, wenn es etwas länger dauert.“

#### Reiner Klingholz (Demograph)
Reiner Klingholz, Molekularbiologe und Direktor des Berlin-Instituts für Bevölkerung und Entwicklung, kritisierte, dass die Verbindungen, die Sarrazin zwischen Genetik und Intelligenz herstellt, einer modernen wissenschaftlichen Überprüfung nicht standhielten. Er bringe zudem mit seinem Buch die Diskussion nicht weiter, die Diskutanten hätte er in zwei Lager gespalten: „in eine parteiübergreifende Entrüstungsfraktion, der sich Personen im öffentlichen Raum nur schwer entziehen können; und in den halböffentlichen Foren-und-Blogger-Stammtisch, der Sarrazin mehrheitlich Beifall zollt. Der Sache dienen beide Fraktionen nicht. Die politische Korrektheit der einen verhindert ein nüchternes Nachdenken über die Probleme, die Sarrazin zu Recht benennt, auch wenn er längst nicht der Erste ist, der das tut. Und der Stammtisch der anderen verrührt Halbwahrheiten mit Vorurteilen und zementiert so ein negatives Zerrbild des Zuwanderers, das jede vernünftige Migrationspolitik verhindert. Beide Fraktionen unterbinden eine Debatte um das, was Deutschland dringend braucht: deutlich mehr Zuwanderung.“
Es sei zwar richtig und wichtig festzustellen, dass die Integration von Zuwanderern hierzulande massive Defizite aufweise. Die Migration der Vergangenheit sei heute zu einem Kostenfaktor für die Volkswirtschaft geworden und keine vergleichende Studie könne verheimlichen, dass sich Menschen mit türkischen Wurzeln mit der Integration am schwersten täten. Die OECD beklage, dass Migranten in kaum einem Land ein so schlechtes Bildungsniveau hätten wie in Deutschland. Doch verstellten solche Daten „den Blick auf all jene Zugewanderten, die ein ganz normales Durchschnittsleben führen oder sogar besser qualifiziert sind, mehr verdienen und mehr Steuern zahlen als der Durchschnitt der Alteingesessenen“, und aktivierten einen überzogenen gesellschaftlichen Reflex: „Mehr davon – nein danke.“
Sarrazins These, „wir würden von Türken unterwandert“, widersprach Klingholz: „Ihre Nettozuwanderung sank von 10.130 im Jahr 2000 auf 1746 in 2005. Seither hat sich die Wanderungsrichtung sogar umgekehrt. 2008, das jüngste Jahr, über das konkrete Zahlen vorliegen, verbucht eine Nettoabwanderung von 10.147 Personen in die Türkei“. Insgesamt seien zwischen 2008 und 2010 deutlich mehr Menschen aus mehrheitlich muslimischen Ländern ab- als zugewandert. Auch könne von einer „hemmungslosen Vermehrung“ in der Türkei längst nicht mehr die Rede sein, derzeit bekämen die Türkinnen im Mittel 2,1 Kinder, was gerade reiche, um die Bevölkerung stabil zu halten, zudem werde die Fertilität „mit großer Sicherheit“ weiter sinken.
Klingholz plädierte für deutlich mehr Zuwanderung, selbst bei einem angenommenen Zuwanderungssaldo von jährlich 100.000 bis 200.000 Personen gehe das Statistische Bundesamt bis 2050 von einem Bevölkerungsrückgang um rund 12 Millionen aus. „Ohne demografische Hilfe von außen schrumpfen wir auf mittlere Sicht auf ein Häuflein von Alten, kaum aufgemischt von einer türkischstämmigen Minderheit, die sich nach ein, zwei Generationen dem niedrigen Geburtenniveau ihrer Umwelt nähert. Zwar bekommen Türkischstämmige in Deutschland mehr Kinder als die Alteingesessenen, aber für eine Bevölkerungsexplosion, wie Thilo Sarrazin vermutet, taugt das nicht – es reicht nicht einmal zum Bestandserhalt.“ Klingholz weiter: „Es ist völlig klar, dass sich dabei unsere Kultur verändern wird, was auch für die Kultur der Zugewanderten gilt. Wie ‚abendländisch‘ diese neue Kultur dann letztlich ist, weiß niemand. Allein dieser Gedanke macht vielen Menschen Angst. Es hilft dabei aber die Erkenntnis, dass es zum Wesen der Kultur gehört, dass sie sich ständig wandelt. Ansonsten wäre es keine Kultur, sondern Geschichte.“
In der Augsburger Allgemeinen resümierte Klingholz: „Im Ganzen spricht Herr Sarrazin einige wichtige Themen an. Zur Bildungspolitik oder zu den sozialen Unterschieden zwischen Arm und Reich ist seine Analyse gut. Was die Problemlösung anbelangt, schießt seine Fantasie oft ins Kraut. Und einzelne Teile – wie sein Genetikkapitel – entbehren jeder wissenschaftlichen Grundlage. Zudem vermischt er gerne harte Daten mit persönlichen Anekdoten.“ Sarrazins These, dass die Zahl der Deutschen in den nächsten drei, vier Generationen von 80 Millionen auf 20 Millionen sinke und die der Muslime auf 35 Millionen steige, sei eine „Sandkastenrechnung“.

#### Naika Foroutan (Sozialwissenschaftlerin)
Naika Foroutan stellt in einem von ihrer Forschungsgruppe an der Humboldt-Universität zu Berlin erarbeiteten Dossier Gegenthesen zu 14 Aussagen Sarrazins über Muslime und deren Bildungsverhalten, Transferleistungserhalt, deutsche Sprachkenntnisse, kriminelles Verhalten, Kopftuchaffinität und die Affinität zu Parallelgesellschaften auf. Unter anderem wird in diesem Dossier anhand der Daten der Studie „Muslimisches Leben in Deutschland (MLD)“ (BAMF 2009) und weiterer Studien dargestellt, dass Sarrazins These über die Vererbung von Bildungsproblemen von Muslimen (S. 284) bei einem Vergleich der Bildungsabschlüsse über Generationen nicht bestätigt werden könne bzw. im Widerspruch zu den Daten der von ihm angegebenen Studien stehe. Gleichermaßen werden die von Sarrazin behaupteten Zahlen über schulabschlusslose Muslime in Zweifel gezogen. Zudem bemängelt das Dossier, Sarrazin habe bei seinen Angaben zu muslimischen Abiturienten die Fachabiturienten nicht berücksichtigt, und es zeigt über die unterscheidbaren Daten zu den Bildungsergebnissen verschiedener muslimischer Volksgruppen, dass Sarrazins Behauptung über einen direkten Zusammenhang von Islam und Bildungsproblemen wissenschaftlich nicht tragbar sei. Weiter wird dargestellt, dass die von Sarrazin angegebenen „nur 33,9 % Muslime, die ihren Lebensunterhalt aus Berufs- und Erwerbstätigkeit beziehen“, mit den in der MLD-Studie angegebenen „13,8 % ausschließlich Transferleistungen beziehenden Muslime“ nicht vereinbar seien.
Sarrazin selbst bemerkte zu dem Dossier in einem Leserbrief an die FAZ, es sei „immerhin ein Fortschritt, dass sich jemand mit den von mir zitierten Statistiken und meiner Interpretation derselben überhaupt inhaltlich auseinandersetzt“. Er werde sich „die Studie besorgen und in Ruhe auswerten“.

#### Hans Wolfgang Brachinger (Statistiker)
Hans Wolfgang Brachinger, Ordinarius für Statistik an der Universität Freiburg i. Ue., Leiter des dortigen Forschungszentrums für Wirtschaftsstatistik und Präsident der Bundesstatistikkommission, nannte Sarrazin in der NZZ einen Laienstatistiker, beklagte dessen mangelnde statistische Kompetenz sowie den „statistischen Analphabetismus“, mit dem die Debatte geführt werde. Sarrazin warf er vor, aus den Datensätzen des Statistischen Bundesamtes Schlussfolgerungen zu ziehen, die daraus nicht zu begründen seien.

„Das ist unzulässig. Für tiefer gehende statistische Analysen braucht man substanzwissenschaftlich wohlbegründete Hypothesen über Ursache-Wirkungs-Zusammenhänge. Ist der familiäre Hintergrund ausschlaggebend dafür, dass eine Frau ohne Schulabschluss bleibt und welche Merkmale sind für ihren familiären Hintergrund kennzeichnend? Dann braucht man Daten über diese Merkmale. Vor allem braucht man aber Methoden, mit denen Hypothesen über solche Zusammenhänge empirisch überprüft werden können. Zu prüfen ist, ob die Wahrscheinlichkeit, dass eine Frau keinen Schulabschluss hat, tatsächlich von den vermuteten Ursachen abhängt. An dieser methodischen Kompetenz mangelt es Herrn Sarrazin offenbar. Besässe er sie, hätte er dieses Buch so nie geschrieben.“

Ebenso kritisierte Brachinger die Medien. Der statistische Analphabetismus trete dann besonders deutlich hervor „wenn in den Medien versucht wird, Sarrazins pseudowissenschaftliche Argumente mit Einzelfällen gelungener Integration zu entkräften und das politisch korrekte Publikum dazu klatscht.“

„Statistischer Analphabetismus verhindert einen sachgerechten Umgang mit den Ergebnissen des Mikrozensus 2008. Sie drohen zwischen Klamauk und Ignoranz unterzugehen. Die deutsche Integrationspolitik ist offenbar mangelhaft. Es mangelt aber auch an statistischer Kompetenz: Es mangelt an der Bereitschaft statistische Information zu lesen und sich mit ihr auseinanderzusetzen. Es mangelt an der Fähigkeit, statistische Information korrekt zu interpretieren. Und es mangelt an Verständnis dafür, was deskriptive Statistik zu leisten imstande ist und was nicht. Auch hier stellt sich für die deutsche Gesellschaft eine wichtige Bildungsaufgabe.“

#### Gerhard Schurz (Philosoph)
Gerhard Schurz, Lehrstuhlinhaber für Theoretische Philosophie an der Heinrich-Heine-Universität Düsseldorf, bezeichnete Sarrazins Thesen im Focus als „ein seriöses Werk“, das „es verdient hat, ernsthaft diskutiert zu werden“, und „drei politisch sehr unangenehme Kernthesen [enthält], die auch nach Abzug aller gerechtfertigten Zweifel wissenschaftlich viel zu gut belegt sind, als dass man sie als ‚undiskutabel’ ins ‚rechte Eck’ stellen dürfte“. Als diese Kernthesen bezeichnet er Sarrazins Behauptungen, dass Muslime mit Migrationshintergrund in Deutschland überproportional Transferleistungen erhielten, dass Personen mit muslimischem Migrationshintergrund auch ohne weitere Zuwanderung allein auf Grund einer angeblich doppelt so hohen Geburtenrate in Deutschland schon nach drei Generationen die Mehrheit bildeten und dass der IQ in Deutschland auf Grund einer höheren Geburtenrate der bildungsfernen Schichten sinken würde. Dabei übernimmt er die Argumentation von Sarrazin. Im Zuge seiner Auseinandersetzung mit Sarrazins Thesen kommt Schurz zu dem Schluss, dass Sarrazin in seinem Buch „eine Reihe kluger Vorschläge“ mache, welche dem derzeitigen „einwanderungspolitisch unhaltbaren Zustand“ entgegenwirkten.
Schurz kritisiert das Parteiausschlussverfahren gegen Sarrazin:

„[D]ie normative Grundlage der westlichen Kultur ist längst nicht mehr das Christentum, sondern die Werteordnung der Aufklärung. Statt Sarrazin aus ihrer Partei auszuschließen, sollten sich die SPD-Politiker klarmachen, dass er jene Werte verteidigt, aus denen ihr ureigenes politisches Erbe einst hervorging.“

Trotz seiner grundsätzlichen Zustimmung zu den Thesen des Buches führt Schurz jedoch an, dass Sarrazin in seinem Buch zwei Fehler unterlaufen seien: Zum einen setze er den IQ pauschal mit Tüchtigkeit gleich, ohne andere Formen von Tüchtigkeit (etwa handwerkliche oder künstlerische Begabung) zu berücksichtigen. Zum anderen betone Sarrazin die genetische Komponente von Intelligenz unnötig stark. Auch wenn Schurz mit Verweis auf fachwissenschaftliche Studien die Erblichkeit von Intelligenz ebenfalls bei mindestens 50 % ansetzt, so lenke diese Feststellung doch vom Kernproblem ab: „Eine anhaltende IQ-Abnahme folgt allein daraus, dass sich der mittlere IQ in hohem Maße von Eltern auf Kinder überträgt, ganz unabhängig davon, wie groß der genetische versus erziehungsberechtigte Anteil dieses Einflusses ist.“
Schurz kommentiert auch den Umgang mit Sarrazin nach Erscheinen des Buches. Er kritisiert, dass „biologische Fakten von maßgeblichen Politikern und Journalisten mehrheitlich geleugnet werden und […] Personen, die solche Fakten aussprechen, verbal ‚verprügelt’ werden“. Dies erinnere ihn – trotz aller demokratischen Fortschritte – an den Prozess der katholischen Kirche gegen Galileo Galilei 1616.

#### Wolfgang G. Schwanitz (Nahosthistoriker)
Wolfgang G. Schwanitz zeigt sich verwundert, dass Sarrazin nicht auf die Ausführungen des auf Orientalistik spezialisierten Publizisten Bernard Lewis eingehe, der bereits 2004 für das Ende des Jahrhunderts ein islamisches Europa prognostiziert habe. In Bezug auf gruppenbezogene Eigenschaften von Muslimen und Juden kritisiert Schwanitz, Sarrazin betone „die Intelligenz in nur einer Gruppe und Erbkrankheiten in der anderen, wobei beides in beiden Teilen gleichwohl vorkommt und üblichen Heiratstraditionen von Minderheiten folgt. Hier hat er sich auf ein Feld begeben, das sicher auch berechtigt besprochen werden kann.“ Sarrazin biete damit Polemiken Angriffspunkte, die weit vom Anliegen wegführten. Schwanitz sieht in Sarrazins Vorschlägen, trotz dessen Betonung einer Verantwortung des Individuums, eine staatszentrierte Einstellung eines Staatsbeamten, der stets noch nachsteuern wolle. Demgegenüber rühmt Schwanitz Sarrazins Recherchen: niemand könne mehr sagen, er hätte von nichts gewusst. Sarrazin habe, so resümiert Schwanitz zustimmend und hoffnungsvoll, eine erwünschte Debatte über die Förderung eines mit der freiheitlichen Grundordnung kompatiblen Euroislams, wenn nicht ausgelöst, so doch maßgebend mit vertieft.

#### Hans Mathias Kepplinger (Kommunikationswissenschaftler)
Hans Mathias Kepplinger betrachtete die Buchdebatte im Spätsommer des Jahres 2010 und sah eine „gescheiterte Skandalisierung Thilo Sarrazins“. Die Diskussion um das Buch sei zunächst ähnlich verlaufen wie „die üblichen Skandalisierungen“ – etwa anlässlich des Historikerstreits, der Paulskirchenrede Martin Walsers oder der Forderung von Friedrich Merz nach einer „Deutschen Leitkultur“. Typisch sei „die weitgehende Tabuisierung der Sachdiskussion durch die Personalisierung der Angriffe“. Dies geschehe durch die „intellektuelle und moralische Diskreditierung der skandalisierten Personen“. Wesentliche Gründe für die Tabuisierung seien die „Eigeninteressen der Skandalisierer – vor allem die Wahrung ihres Selbstbildes, die Verteidigung ihrer Deutungshoheit und die Verschleierung eigener Fehler und Versäumnisse“. Oft gehe es dabei auch um Macht und ökonomische Interessen. In der Buchdebatte gehöre die „Vision einer multikulturellen Gesellschaft“, die ihrerseits einhergehe mit dem „Verlangen nach der Auflösung der durch das Dritte Reich diskreditierten nationalen Identität“, zum „latenten Hintergrund der Skandalisierung“. Einen „Höhepunkt der Skandalisierung“ hätte am 1. September Frank Schirrmachers FAZ-Leitartikel „Sarrazins drittes Buch“ gebildet. In Skandalen gehe es nicht mehr um die Bewertung des Handelns, sondern nur noch um die „Exekution der einhelligen, emotionsgeladenen Urteile – die Ausschaltung der Skandalisierten“. Im Unterschied zu früheren Fällen habe „Schirrmachers massive und vielschichtige Skandalisierung“ nicht zu einem „Skandal in diesem Sinn“ geführt, sondern sei in einen „publizistischen Konflikt“ gemündet, „in dem sich in der Öffentlichkeit zwei ähnlich starke Lager mit unterschiedlichen Sichtweisen“ gegenübergestanden hätten. Kepplinger macht hierfür sechs Gründe aus:
1. die Verteidigung Sarrazins durch „bedeutende Journalisten und Publizisten“
2. der Verkaufserfolg des Buches und die Sarrazin zustimmende „Meinung der Bevölkerung“, wie sie in einer Umfrage des Instituts für Demoskopie Allensbach gemessen worden sei.
3. die „Reaktionen der Publikums gegenüber den Redaktionen“. Einige Zeitungen seien „nach negativen Beiträgen über Sarrazins Thesen von kritischen Leserbriefen geradezu überschwemmt“ worden und hätten „Sonderseiten“ daraus gemacht.
4. die „Reaktionen mehrerer Juden auf den Vorwurf, Sarrazin sei ein Antisemit“, weil er in einem Interview „von einem ‚jüdischen Gen‘“ gesprochen habe. Dadurch sei ein „erfolgreiches Killerargument“ wertlos geworden.
5. „mehrere fachwissenschaftliche Stellungnahmen zu Sarrazins Analysen und Folgerungen“, insbesondere der FAZ-Artikel „Was ist dran an Sarrazins Thesen?“ der Psychologen Heiner Rindermann und Detlef Rost. Mit dieser und einigen weiteren Stellungnahmen sei der Vorwurf der Unhaltbarkeit von Sarrazins Thesen zusammengebrochen.
6. „der Themenwechsel von der Diskussion der Thesen Sarrazins zur Diskussion der Meinungsfreiheit in Deutschland“, markiert durch die Leitartikel von Berthold Kohler am 10. September in der FAZ, Volker Zastrow am 12. September in der FAS und Reinhard Müller am 15. September in der FAZ. Dies sei der „vermutlich entscheidende Grund für das Scheitern des Skandalisierungsversuches“.[62]

Bei der Vorstellung von Sarrazins Nachfolgebuch Der neue Tugendterror (2014) saß Kepplinger auf dem Podium.

#### Andreas Kemper (Soziologe)
In einem Aufsatz im 2012 von Michael Haller herausgegebenen Sammelband Der Mythos vom Niedergang der Intelligenz vertritt Andreas Kemper die Hypothese, dass Sarrazin einige zentrale Thesen und Formulierungen des Buches zum Teil direkt vom Genetiker Volkmar Weiss übernommen habe.

#### Andreas Heinz (Psychiater und Psychotherapeut)
Andreas Heinz, Direktor der Klinik für Psychiatrie und Psychotherapie an der Charité in Berlin, warf Sarrazin im August 2012 vor, dass er die „Erblichkeit der Intelligenz“ nach Fehlinterpretation der Quellen mit 80 Prozent deutlich zu hoch angesetzt habe und zudem für Türkeistämmige spezifische soziale Faktoren wie Armut oder Benachteiligung für die Erklärung von IQ-Werten unberücksichtigt ließ. Später führte Heinz aus, Sarrazin habe bei der Auswertung einer Tabelle Rosts eine Fußnote desselben übersehen oder unterschlagen und so fälschlicherweise gefolgert, dass die Erblichkeit 82 Prozent betragen würde. Rost selbst komme korrekterweise auf 52 Prozent Erblichkeit der IQ-Testleistung. Es sei erstaunlich, einen so kapitalen Fehler in der Mitte einer insgesamt kontroversen Diskussion zu finden. Völlig unverständlich aber sei, dass Rost und Rindermann in ihrer Stellungnahme zur wissenschaftlichen Korrektheit von Sarrazins Zahlen in der FAZ vom 7. September 2010 diesen Fehler nicht bemerkten oder nicht bemerkt haben wollten und Sarrazin bescheinigten, dass seine Zahlen im Großen und Ganzen richtig seien. Ähnlich wie bei der „Fabrikation der Bell Curve“ finde sich hier im Kern der Argumentation ein Vorgehen, „das man bestenfalls als Schlampigkeit und schlimmstenfalls als bewusste Täuschung bezeichnen“ müsse.

#### Thorsten Gerald Schneiders (Islam- und Politikwissenschaftler)
Thorsten Gerald Schneiders hat 2013 in einer Spezialstudie das Bild analysiert, das im Buch und durch Sarrazins Debattenbeiträge von Menschen arabischer Herkunft gezeichnet und vermittelt wird. Schneiders kommt darin zu dem Ergebnis, dass Sarrazins Darstellungen „wertend, schablonenhaft und selektiv“ seien. Es ließen sich „unweigerlich Hinweise auf die vier typischen Merkmale von Rassismus finden: Differenz, Wertung, Verallgemeinerung und Legitimierung“, dennoch sei es aber „nur schwer möglich, bei Thilo Sarrazin auf eine geschlossene und durchdachte rassistische Haltung gegenüber Arabern zu schließen“. Letztlich bleibe festzuhalten: 

„Von den Äußerungen Sarrazins geht eine massiv abwertende Beschreibung von Arabern aus, die durch das Buch und die mediale Begleitung Millionen von Menschen in Deutschland erreicht hat.“

#### Volker Weiß  (Historiker)
Nach Ansicht des Historikers Volker Weiß verstand Sarrazin im Zuge der Debatte um sein Buch es „meisterhaft“, sich „als Widerstandskämpfer gegen eine angeblich gleichgeschaltete öffentliche Meinung“ zu inszenieren; Weiß zieht Parallelen zur „Lügenpresse“-Kampagne. Durch Sarrazin hätten „Stichworte der Neuen Rechten den Weg in die breite Öffentlichkeit“ gefunden. Die Hemmschwellen seien gesunken und auch der rechte Verleger Götz Kubitschek habe geäußert, dass durch das Buch das „Diskutieren über bestimmte Dinge […] einfacher geworden“ sei und Sarrazin Begriffe „ventiliert“ habe, die „wir seit Jahren zuspitzen, aber nicht im mindesten so durchstecken können wie Sarrazin das konnte“.

### Gesellschaftliche und politische Debatte
Das Buch löste bereits im Vorfeld der Veröffentlichung heftige gesellschaftliche Reaktionen aus. Sarrazin wurde von Spitzenpolitikern aller etablierten Parteien und Journalisten etablierter Medien gerügt und kritisiert, erhielt von einzelnen Kommentatoren jedoch auch Zustimmung. Auch von rechtspopulistischen und rechtsextremistischen Parteien und Politikern wurde das Buch positiv aufgenommen und zum Teil instrumentalisiert. Zudem wurden die politischen und medialen Negativreaktionen teilweise selbst kritisiert. Infolge der scharfen Kontroversen wurde auch der Begriff „Wutbürger“ kreiert, der von der Gesellschaft für deutsche Sprache (GfdS) zum Wort des Jahres 2010 gekürt wurde.
Der Schriftsteller Leon de Winter verfasste die Parabel Das Geheimnis der jüdischen Intelligenz.

#### Ablehnung
Thesen des Buches zur Migration und Arbeitsmarktpolitik wurden vor Veröffentlichung von Bundeskanzlerin Angela Merkel als „dumm und nicht weiterführend“ kritisiert. Der SPD-Parteivorsitzende Sigmar Gabriel kritisierte unter anderem die „gewalttätige Sprache“ und legte Sarrazin den Austritt aus der Partei nahe, falls er weiter an der „Eugenik-Debatte“ festhalte.
Sigmar Gabriel argumentierte in einem Gastbeitrag in der Wochenzeitung Die Zeit im September 2010: Einflussfaktoren wie Einkommensverhältnisse, Bildung, Sozialstatus, kulturelle Prägung, Integration oder Desintegration in den Arbeitsmarkt seien weit entscheidender als natürliche biologische Auslese. Integrationsbemühungen durch Förderung und Bildung könnten an Charaktereigenschaften wie Fleiß, Anstrengung und Disziplin viel ändern. Intelligenz werde im Wesentlichen nicht vererbt. Wenn heute 40 Prozent der ausländischen Jugendlichen in Deutschland keinen berufsqualifizierenden Abschluss machen, dann läge das an mangelnder Sprachförderung oder fehlenden Ganztagsschulen und nicht an den Mendelschen Gesetzen. Die in Sarrazins Buch aufgestellten Thesen und Prognosen bezeichnete Gabriel als „hoffnungsloses Menschenbild“, das mit Aufklärung und einem Bild vom freien und zur Emanzipation fähigen Menschen nicht vereinbar sei.
Sarrazins Thesen wurden unter anderem von der FAZ als „biologistisches Panoptikum“ kritisiert. Auch die Süddeutsche Zeitung warf Sarrazin „Rassismus“ vor.
Sarrazins Parteikollege Ralf Stegner schrieb über den Spiegel eine Kritik, in der er Sarrazin „überpointierte Überfremdungsängste“ vorwarf, die Sachlage zur Einwanderung aufs Finanzielle reduziert werde, und ihm eine „wirre Mischung aus Ökonomismus, Eugenik und kokettem Borderline-Rassismus“ unterstellte, die „weit hinter den Stand der Integrationspolitik und -forschung zurück[falle]“, kritisierte seine Behauptung von „pauschal integrationsunwilligen Migranten“, die statistisch nicht zu stützen sei, sowie Sarrazins kausale Verknüpfung von Kinderreichtum und Armut, die Schaffung eines „falschen Dilemmas“, weil in Sarrazins Gedankenwelt ein Migrant entweder seine Wurzeln völlig aufgeben oder die deutsche Kultur völlig verleugnen müsse, sowie die These, wonach ein Migrant zur Integration „80 %“ der Arbeit leisten müsse, obwohl beispielsweise im Hamburger SPD-Grundsatzprogramm stehe: „Integration bedingt eine gemeinsame Anstrengung von deutscher Bevölkerung und Migranten.“
Ähnlich waren Reaktionen aus den Reihen der Grünen. So charakterisierte Claudia Roth Sarrazins Thesen als „blanken Rassismus“ während Cem Özdemir Sarrazin als einen „Stammeskrieger“ bezeichnete, „wie ihn sich ein Bin Laden nur wünschen kann“. Außenminister Guido Westerwelle stellte fest, dass „Wortmeldungen, die Rassismus oder gar Antisemitismus Vorschub leisten […] in der politischen Diskussion nichts zu suchen [haben]“, und Stephan Kramer vom Zentralrat der Juden kritisierte vor allem Sarrazins Versuch, „Minderheiten zu polarisieren und gegeneinander aufzubringen.“
Gesine Lötzsch (Die Linke) sprach sich für die Abberufung von Thilo Sarrazin aus dem Führungsgremium der Deutschen Bundesbank aus. Ein Sprecher der Bundesbank, in deren Vorstand Sarrazin saß, stellte fest, „dass die Ansichten von Herrn Sarrazin seine persönliche Meinung sind, die in keinem Zusammenhang […] mit seiner Tätigkeit als Bundesbankvorstandsmitglied [stehen]“.
Roland Koch (CDU) warnte vor einer vorschnellen Tabuisierung der Debatten, kritisierte aber Sarrazins „sehr rückwärtsgewandte, pessimistische Beschreibung der Zustände, ohne sich eigentlich ernsthaft mit den Optionen und Chancen zur Lösung zu beschäftigen“, die eugenische Fixierung von Sarrazins Bildungsthese und Sarrazins „generellen Zynismus“.
Die Unterzeichner einer Erklärung der Arbeitsgemeinschaft Interkulturelle Soziale Arbeit (AG IkSA) äußerten sich „empört und besorgt über die gegenwärtige in unverhohlenen Soziobiologismus und Rassismus abdriftende ‚Unterschichten‘- und ‚Ausländer‘-Debatte“. Unverkennbar werde „die menschenverachtende, an puren Nützlichkeitskalkülen orientierte eugenische Tradition wieder aufgegriffen“. Insbesondere „die ethnisierende Zuschreibung von Intelligenz durch die in der Genetik längst widerlegte Annahme des biologistischen Rassismus, es gebe genetisch isolierbare ethnische oder rassische Kollektive mit unterscheidbaren Eigenschaften“, wurde zurückgewiesen.
Hasnain Kazim nannte im Spiegel das Buch „mit vielen Fehlern in der Argumentation“ als „kein Grund zur Ärgernis, so etwas kommt häufiger vor.“ „Als bizarr und beschämend“ empfindet er „aber die menschenverachtende Art der Debatte danach, wie plötzlich ‚die Türken‘ und ‚die Muslime‘ als Sündenböcke für alle Probleme der Republik dastanden.“ Man habe es früher „Ausländerfeindlichkeit und Rassismus“ genannt, heute heiße es „Islamkritik“ und man scheue sich nicht „vor Pauschalurteilen, vor der Verunglimpfung einer ganzen Glaubensgemeinschaft“. Man erfinde „sogar eine ‚christlich-jüdische Leitkultur‘ und zwingt damit das Judentum zur Komplizenschaft in der Ablehnung gegenüber dem Islam“. Kazim bezeichnete die Art der Debatte als „Stammtischgegröle“; sie habe den nichtdeutschen Teil in ihm größer werden lassen. Er kenne viele Menschen mit fremden Wurzeln, die seit diesem Jahr ähnlich dächten, und stellte die Frage: „Wollen wir wirklich ein Land unsere Heimat nennen, in denen Menschen mit solcher Feindseligkeit begegnet wird?“
Ebenso nannte der ehemalige Bischof und Ratsvorsitzende der Evangelischen Kirche in Deutschland (EKD), Wolfgang Huber, die Sarrazin-Debatte als „eminent konfliktverschärfend“. Er wehre sich mit aller Kraft dagegen, Menschen und ihre Probleme auf deren Religion festzulegen. Die Debatte sei vielmehr eine Debatte der deutschen Mehrheitsgesellschaft über eigene Probleme. Paradox sei, dass auf der einen Seite von Muslimen und auf der anderen Seite von Deutschen gesprochen würde. Deutsche seien ja auch nicht alle Christen: „Diese Redeweise ist eine Folge des 11. September 2001. Wir nehmen eine ‚Religionisierung‘ von Konflikten vor. Es ist um unser selbst Willen unwürdig, dass wir so pauschal über den Islam reden“. Sarrazins Menschenbild sei „zynisch“ und „herablassend“, wenn er über die mangelnde Neigung deutscher Akademikerinnen zum Kinderkriegen vor dem 30. Lebensjahr polemisiere. Im Kern projiziere Sarrazins Buch jedoch das deutsche Problem Bevölkerungsentwicklung auf Zuwanderer.
Der Journalist Michael Kraske befand, Sarrazin habe „publizistisch einen Tabubruch begangen, indem er rassistisch argumentierte und an die vollends diskreditierte Eugenik anknüpfte“. Er habe sich „als Vertreter einer Ideologie ethnischer Kollektive“ geoutet und könne „als Ahnherr einer neuen völkischen Bewegung gelten“.
Alan Posener verglich die Warnungen in Sarrazins Buch vor einer drohenden Islamisierung Deutschlands durch eine befürchtete überproportionale Vermehrung des islamischen Bevölkerungsanteils mit Verweis auf Heinrich von Treitschkes Warnung von 1879 „Die Juden sind unser Unglück“.

#### Zustimmung
Ralph Giordano stellte sich auf Sarrazins Seite und stimmte seinen Thesen zu, dass große Teile der Migranten weder integrationsfähig noch -willig seien. Giordano lobte die „furchtlose“ Sprache des Buches und sah die Chance, durch die Veröffentlichung Integrationshemmnisse zu beseitigen. Sarrazins These zu Genen von Juden und Basken wurden von Giordano zwar nicht geteilt, sie sind seines Erachtens aber auch als Vorwand genutzt worden, um nicht über muslimische Parallelgesellschaften sprechen zu müssen. Allerdings vermisste Giordano bei Sarrazin Empathie mit muslimischen Einwanderern.
Hans-Olaf Henkel erklärte bezogen auf die Vorabveröffentlichungen, Sarrazin nehme zu Recht Meinungsfreiheit in Anspruch, und forderte, „wir sollten Sarrazins Äußerungen als einen konstruktiven Beitrag zur Diskussion betrachten“. Allerdings habe er auch „mit einigen Aussagen Öl ins Feuer gegossen“. Die Aussage etwa, dass intelligente Frauen weniger Kinder bekämen, ergebe „keinen Sinn“. Sarrazin wäre „nicht angreifbar“, wenn er statt von vorhandener oder fehlender Intelligenz von Bildungsnähe und -ferne gesprochen hätte. Ihm Rassismus vorzuwerfen, sei „nicht angebracht“. Henkel forderte, „wir“ sollten „dankbar“ sein, „wenn ein Mann wie Sarrazin […] den Fokus auf das Los vieler islamischer Frauen legt und auf der anderen Seite die Folgen – auch wirtschaftlicher Art – betrachtet“. Sarrazin beschwere sich ja nicht nur über „die Auswüchse des Islam“, sondern vor allem darüber, „wie wir Deutschen mit diesen Problemen umgehen“. Er habe nicht „den Türken und Libanesen“, sondern „uns“ den Spiegel vorgehalten.
Udo Ulfkotte vertrat im Münchner Merkur die Auffassung, dass der gegen Sarrazin gerichtete Vorwurf, er hetze pauschal gegen Einwanderer, ins Leere gehe, da „[g]erade die zugewanderten Mitbürger, die sich hier nach ihren Möglichkeiten integrieren, [… sich] fragen […], warum wir gegen die schwarzen Schafe aus ihren Reihen rein gar nichts unternehmen und diese sogar noch bevorzugen“.
Laut Islamkritikerin Necla Kelek, die das Buch offiziell vorstellte, leiste Sarrazin einen wichtigen Beitrag, indem er Muslime auffordere, über ihre Rolle in Deutschland zu reflektieren. Ihm Rassismus vorzuwerfen, sei absurd, denn der Islam sei keine Rasse, sondern Kultur und Religion. Sie selbst teile Sarrazins Sorge um Deutschland. Sie äußerte in einem Welt-Interview, es gebe „den inzwischen sehr erfolgreichen Versuch der politisierten Muslime“, besonders der Türken und Kurden, die Debatte in ihrem Sinne zu führen, indem Kritiker zu Rassisten erklärt werden. Die Schriftstellerin Monika Maron meinte aus demselben Anlass, das Buch habe das „Sprechverbot“ gelockert. Sarrazin diagnostiziere eine verfehlte Sozialpolitik, zu der eine verfehlte Bildungs- und Einwanderungspolitik gehörten.
Zustimmung kam auch von Manfred Rouhs, der Sarrazin den Vorsitz der Kleinpartei Pro Deutschland anbot, sowie von Jörg Krebs von der NPD, der Sarrazin in einem offenen Brief dankte. Auch der damalige NPD-Vorsitzende Udo Voigt lobte Sarrazin, weil dieser mit seinen Aussagen zur Einwanderungspolitik „ganz auf NPD-Linie“ liege. Voigt erwartet, dass Sarrazins Thesen NPD-Aussagen „salonfähiger“ machen und zukünftig Volksverhetzungsverurteilungen gegen NPD-Funktionäre erschweren. Er bot Sarrazin an, den NPD-Vorstand zu beraten oder „Ausländerrückführungs-Beauftragter“ der Partei zu werden. Die DVU lobte ebenfalls Sarrazin und wies auf starke inhaltliche Übereinstimmungen bei „Geburtenrückgang bei den Deutschen, Bildungsmisere, mangelnde Integration, Ausländerkriminalität, Zuwanderungspolitik, wachsende[r] Unterschicht [und] langsame[r] Islamisierung“ hin. Ähnlich äußerte sich Rolf Schlierer von den Republikanern: „Sarrazin hat ehrlich gesagt, was Sache ist“, die Fraktion der Bürgerbewegung pro NRW im Stadtrat von Köln schlug Sarrazin für die Ehrenbürgerschaft der Stadt vor.
Auf Nachfrage von Lukas Mihr vom Humanistischen Pressedienst teilte der Pressesprecher der NPD-Fraktion im Sächsischen Landtag, Holger Szymanski, später mit, dass die NPD „nicht sämtliche Aussagen von Herrn Dr. Sarrazin“ teile. Sarrazins Verdienst bestehe nach Auffassung der NPD vor allem in der „Enttabuisierung der Ausländerproblematik“ in der breiten Öffentlichkeit. Laut Jürgen W. Gansel, der sich bereits im Vorfeld der Buchveröffentlichung äußerte, „gehört Thilo Sarrazin mit seinen Ausfällen gegen deutsche Hartz-IV-Bezieher und seiner Gleichgültigkeit gegenüber der Not sozial ausgegrenzter Landsleute definitiv nicht in die soziale Heimatpartei NPD“.
Der Journalist Berthold Kohler nannte den Umgang mit Sarrazins Buch einen „üblichen Prozess“ auch aus Reihen derer, die zunächst die Einwanderung und später die von ihr verursachten Probleme geleugnet hätten.

„Die Botschaft für Sarrazin, aber auch andere potentielle Abweichler vom politischen Mainstream, die Sarrazins der Zukunft, ist klar: Wer solche […] Bücher schreibt, muss sich auf politische und gesellschaftliche Ächtung gefasst machen. […] Die Freiheit der Andersdenkenden war einmal. Auch Voltaire scheint in Potsdam und Berlin nicht mehr häufig gelesen zu werden.“

Henryk M. Broder kritisierte in der Welt den Umgang mit dem Buch als den „erste[n] Fall von Hexenjagd in Deutschland seit Mitte des 17. Jahrhunderts“ und bezweifelte, „dass alle, die Thilo Sarrazin jetzt so voreilig kritisieren, sein Buch überhaupt gelesen haben“. Der Medientheoretiker Norbert Bolz forderte im Bezug auf die Debatte über das Buch Respekt vor Andersdenkenden und sprach von „Jakobinern in den Feuilletons“.
In einem Gastbeitrag in der Süddeutschen Zeitung arbeitete der ehemalige Bundesbildungsminister und Erste Bürgermeister von Hamburg, Klaus von Dohnanyi (SPD), eine „reflexhafte Ächtung“ Sarrazins statt eines „fairen Prozesses“ heraus. „Nur in Deutschland macht man sich unmöglich, wenn man das Offensichtliche benennt.“ Im weiteren Verlauf des Artikels sprach Dohnanyi erneut einige Kernthesen des Buches im Kontext der aktuellen Kritik an, um sich dann der SPD zuzuwenden: „Aus keiner europäischen Linkspartei würde Sarrazin wegen dieses Buches ausgeschlossen. Wenn die SPD ihn ausschließen will, stehe ich bereit, ihn vor der Schiedskommission zu verteidigen.“ Nach Ansicht Peter Gauweilers (CSU) hätten sich Helmut Schmidt, Oskar Lafontaine und Rudolf Augstein „[z]um Thema Überforderung Deutschlands durch Einwanderung schon härter geäußert.“
Joachim Gauck hatte das Buch, eigener Aussage zufolge, noch nicht gelesen, als er unter anderem dazu im Oktober 2010 von der SZ interviewt wurde. Die Buchdebatte verfolgend, attestierte er Sarrazin, „mutig“ zu sein. Sarrazin weise auf ein Problem hin, das „nicht ausreichend gelöst“ sei. „Das andere“ seien seine biologistischen Herleitungen. Dem Tagesspiegel gegenüber antwortete Gauck im Dezember 2010, Sarrazin habe „über ein Problem, das in der Gesellschaft besteht, offener gesprochen als die Politik“. Die politische Klasse könne aus dem Erfolg von Sarrazins Buch lernen, dass „ihre Sprache der politischen Korrektheit bei den Menschen das Gefühl weckt, dass die wirklichen Probleme verschleiert werden sollen“.
Helmut Schmidt bewertete in einem Interview mit Sandra Maischberger: „Wenn er [Sarrazin] sich beschränkt hätte auf das Problem des Zusammenpralls völlig verschiedener zivilisatorischer Traditionen, dann hätte er recht gehabt.“.
CDU-Vorsitzender Friedrich Merz sagte in einem Interview nach dem Terrorangriff der Hamas auf Israel 2023 und den darauf folgenden antisemitischen Ausschreitungen während des Krieges in Israel und Gaza 2023, Sarrazin habe mit seiner Warnung vor muslimischer Einwanderung Recht gehabt, was auf Kritik stieß.

### Reaktionen Sarrazins
In einem Gastbeitrag in der Frankfurter Allgemeinen Zeitung im Dezember 2010 warf Sarrazin Kritikern wie Bundeskanzlerin Angela Merkel und dem damaligen Bundespräsidenten Christian Wulff vor, sich wie „deutsche Inquisitoren“ zu verhalten: „Die Bundeskanzlerin eröffnete den Reigen und setzte mein Buch auf den Index, so wie es früher die Heilige Inquisition tat.“ Sarrazin vertrat die Meinung, er hätte, wenn gewollt, eine „Staatskrise auslösen können“ und sprach von Feinden „in Politik und Medien“. Gleichzeitig räumte er bezüglich des Verkaufserfolges seines Buches ein, dass ein Teil von ihm vor „Autorenstolz“ platze, aber „im Hintergrund“ ihm „eine Stimme“ sage, „dass solche Verkaufszahlen nicht nur deshalb zustande kommen, weil ein Buch gut ist.“ Er habe „etwas gesagt, das man aus der Sicht der einen keinesfalls denken geschweige denn sagen darf, und eben der Umstand, dass ich dies gesagt habe, löst die Begeisterung der anderen aus.“
Sarrazin warf seinen Kritikern vor, dass viele das Buch gar nicht oder nur in Auszügen gelesen hätten, weshalb ihre Bewertungen nicht fundiert seien. Tatsächlich hatte neben Angela Merkel, Joachim Gauck und weiteren Politikern etwa auch der Politologe Frank Decker, der Sarrazin in der Welt als Rechtspopulisten bezeichnet hatte, später zugeben müssen, das Buch gar nicht gelesen und sich bei seiner Einschätzung lediglich auf zwei Talkshow-Auftritte Sarrazins gestützt zu haben.

## Sonstiges
Das Buch Deutschland schafft sich ab war im Deutschen Bundestag während der 17. Legislaturperiode der am häufigsten ausgeliehene Titel der Parlamentsbibliothek.
Der Campus-Verlag gab das Buch The Unmaking of Israel von Gershom Gorenberg auf Deutsch unter dem Titel Israel schafft sich ab heraus und bildete damit Sarrazins Bestsellertitel nach.

## Ausgaben
- Thilo Sarrazin: Deutschland schafft sich ab. Wie wir unser Land aufs Spiel setzen. DVA, München 2010, ISBN 978-3-421-04430-3.
- Thilo Sarrazin: Deutschland schafft sich ab. Wie wir unser Land aufs Spiel setzen. DVA, München 2012, ISBN 978-3-421-04545-4.
- Thilo Sarrazin: Deutschland schafft sich ab. Die Bilanz nach 15 Jahren. Langen Müller Verlag, München 2025, ISBN 978-3-7844-3732-3.

## Filmdokumentationen
- „Sarrazins Deutschland“ (Memento vom 17. Februar 2013 im Webarchiv archive.today)